# ポルシェ・962
ポルシェ・962（Porsche 962 ）は、1984年にポルシェがIMSA-GTPクラス用に開発・製作したプロトタイプレーシングカー。グループCレギュレーションで行われていたWEC用に開発・製作された962Cとともに、1980年代のスポーツカー・レースにおいてポルシェに多くのタイトルとビッグイベントでの優勝をもたらした。

## 962
ポルシェ・956のIMSA-GTP仕様車。
FIA-グループCとIMSA-GTPの車両規定は似ていたが、安全性に関する考え方が異なっており、グループC用の956はIMSA-GTPのフットボックス・レギュレーション（ドライバーのつま先がフロント車軸より後ろになくてはならない）を満たしていなかった。このためIMSA-GTPの規定に合わせて956の軸距を120 mm長い2,770 mmに伸長し、そのスペースをキャビンに当て、フロント・バルクヘッドやサスペンション取付位置を再設計した。
エンジンは、IMSA-GTPのレギュレーションに合わせてSOHC2バルブ、シングルターボエンジンで、デビュー当初は排気量2.87Lの962/70型を搭載していたが、1985年からは3.16 Lに排気量を拡大した962/71型が、1987年には排気量3.0 Lの962/72型をそれぞれ供給した。製作台数はワークススペックが1台、カスタマースペックがモノコック製作数ベースで17台である。

### 戦績

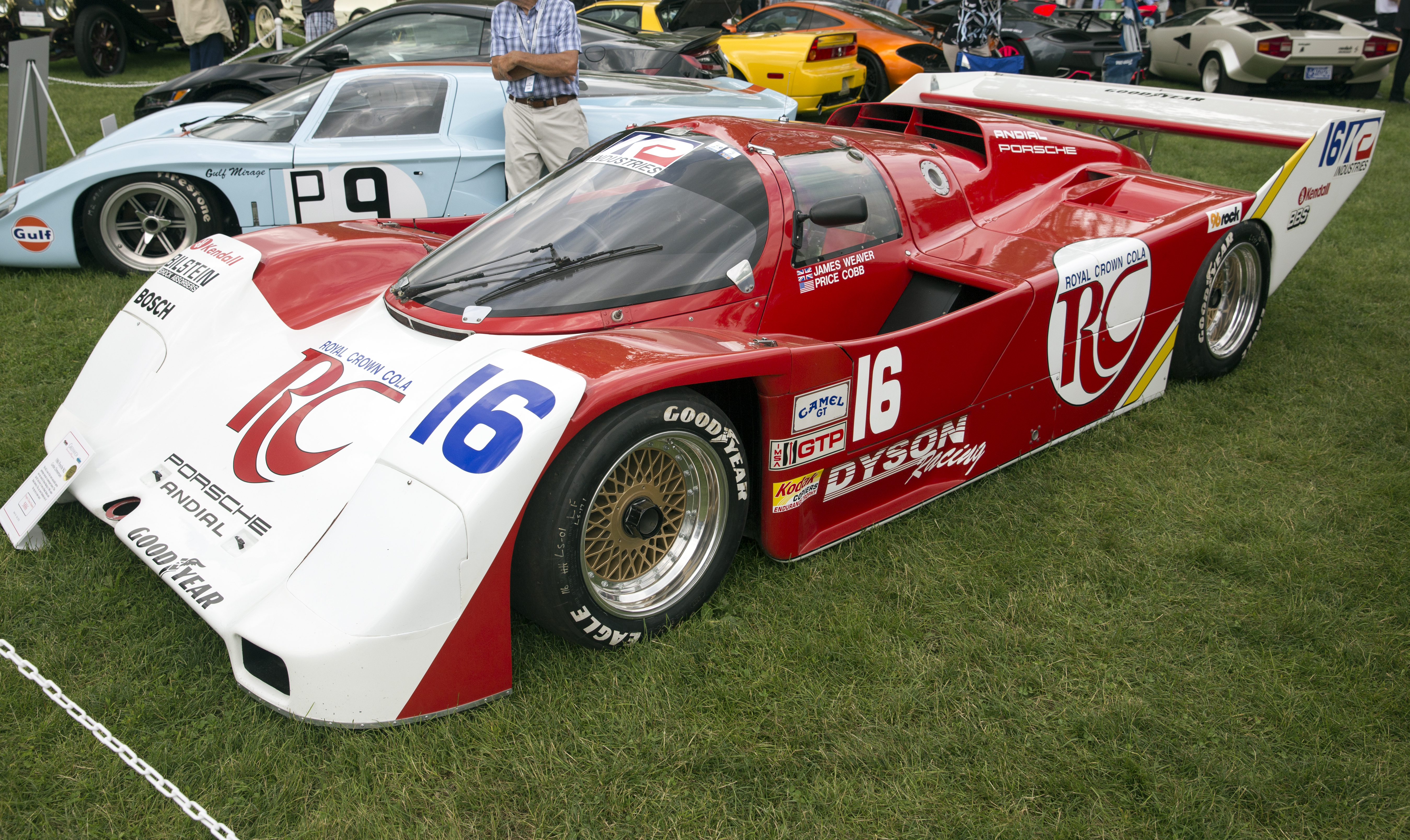
ダイソン・レーシングのポルシェ962（1987年 IMSA）

962は、ワークスにより1984年IMSAシリーズ開幕戦デイトナ24時間でデビューした。予選でポールポジションを獲得したが、レースはギヤボックストラブルでリタイアした。ワークスによるIMSAでの活動はこのデイトナ24時間のみで以降の活動はカスタマー・チームに委ねられた。
IMSA GTPにおいて主力チームとして活動していくことになるホルバート・レーシングとエンジンチューナーのアンディアルは、ポルシェに対し、962をアメリカのサーキットにあったトルク重視のセッティングで開発・製作することを求めていた。しかし、デイトナに現れた962はパワーと最高速を重視したマシンであった。ホルバート・レーシングとアンディアルは共同でトルクとダウンフォースを重視したセッティングで962を開発していくことになった。
IMSAシリーズ第5戦リバーサイドからカスタマー・チームによる活動が始まり、第6戦ミドオハイオで初優勝を記録。1984年、962は14戦に出走し5勝を挙げ、マニュファクチャラ―・タイトルで2位に入った。
962は翌年からIMSA-GTPで圧倒的な強さを発揮し、1985年は17戦12勝、1986年は17戦13勝、1987年は16戦13勝を記録しマニュファクチャラー・ドライバーの両タイトルを3年連続で獲得した。
1988年、日産・GTP ZX-Tが8連勝を含む9勝を挙げIMSAシリーズを支配するようになった。962の戦闘力に陰りが見え始め、優勝回数は3回にまで減った。マニュファクチャラー・タイトルこそ防衛したものの、ドライバー・タイトルは日産のジェフ・ブラバムが獲得した。IMSAはシーズン中盤になってポルシェ・ユーザー救済のためツインターボ・エンジンの使用を許可し、962CがIMSA GTPにエントリーできるようになった。
1989年になると、競争力の落ちた962/962Cのエントリーは減少したが、バスビー・レーシングが日産、ジャガー、トヨタ相手に孤軍奮闘、開幕戦のデイトナ24時間優勝を含む2勝をあげた。
1990年、前年最も強力なポルシェ・ユーザーだったバスビー・レーシングが日産・GTP ZX-Tにマシンを変更し、その他のポルシェ・ユーザーも962Cで活動するようになり962のエントリーは減少していった。

## 962C
1985年からグループCの安全規定はIMSA-GTPに準じたものに改定された。これにあわせてポルシェは962にツインターボエンジンを搭載した962Cを開発・製作した。
962Cの製作台数はワークススペックが14台、カスタマースペックがモノコック製作数ベースで60台である。カスタマースペックがモノコック製作数ベースなのは、ポルシェ956からポルシェ962Cへのアップデートサービス用として交換用に製作されたモノコックが6台、ワークスポルシェ962Cのスペア用に製作されたモノコックが10台、カスタマー向けスペア用として製作されたモノコックが4台、テスト用モノコックが2台が含まれているためである。

### エンジン

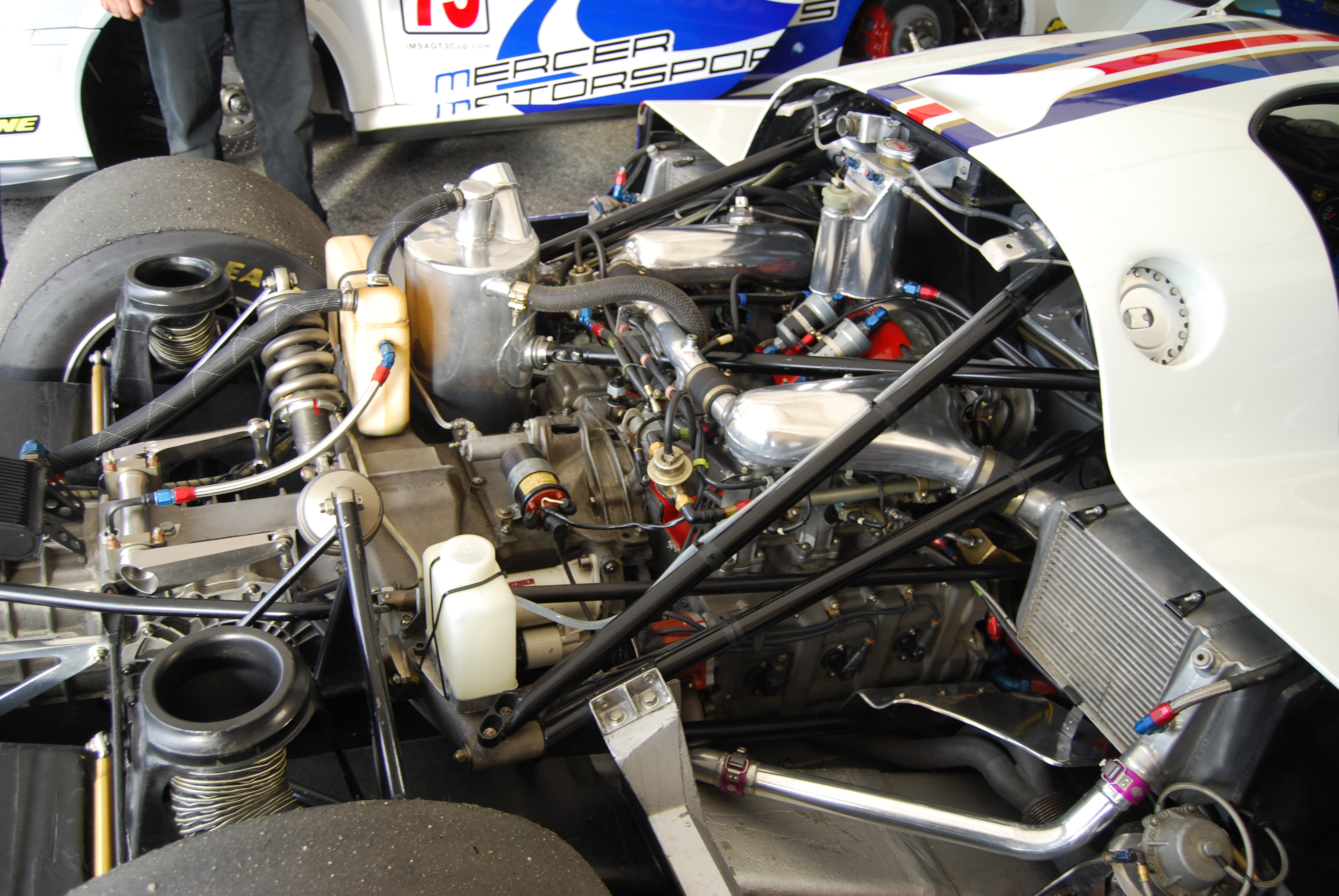
ポルシェ・935/82型エンジン

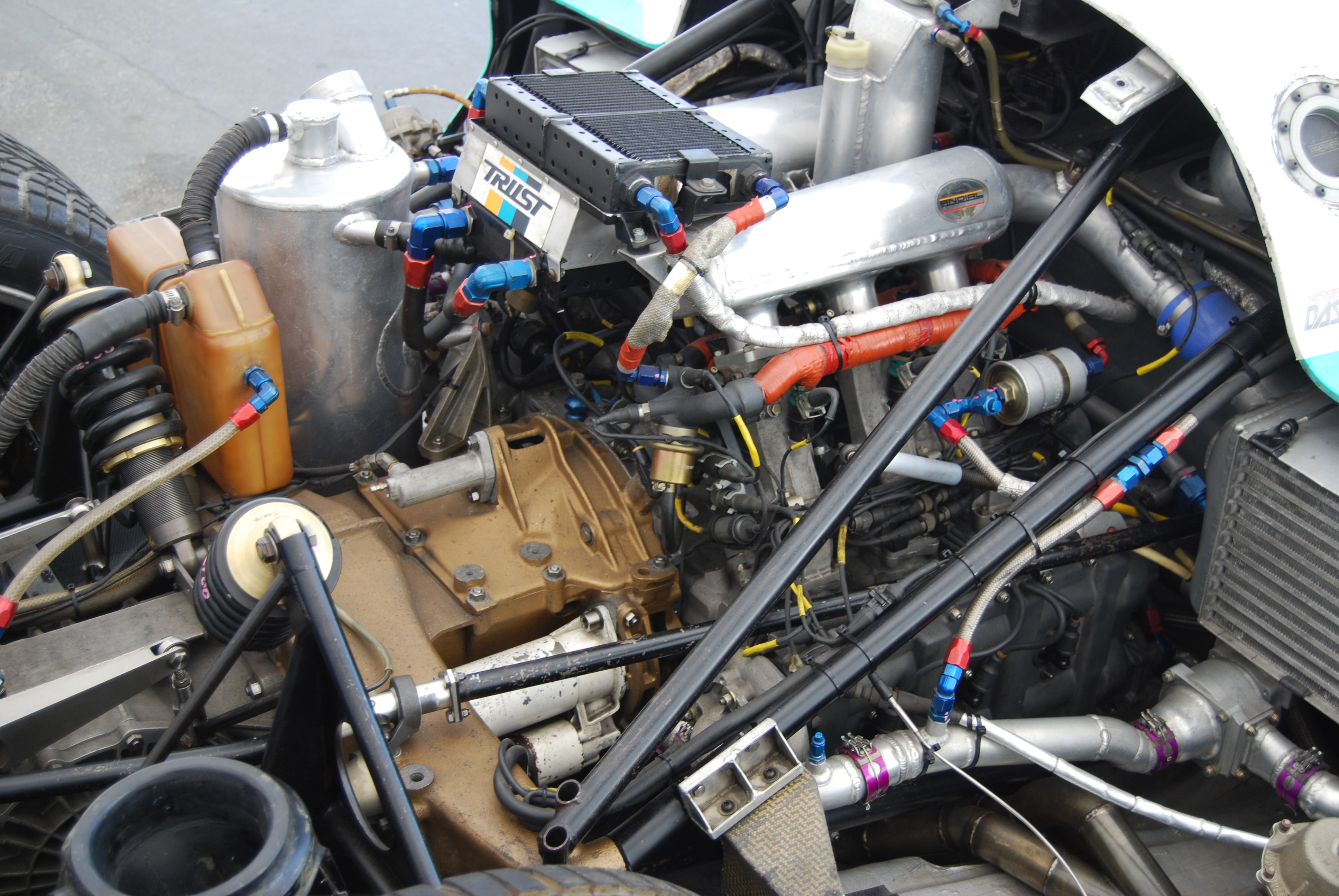
ポルシェ・935/83型エンジン(写真は吸気管の延長と燃料クーラーが装備されたモトロニックMP1.7仕様)

962Cに搭載されたDOHC4バルブ・水平対向6気筒ツインターボエンジンは、空冷エンジンをベースにヘッドのみ水冷とした空水冷の935/82型と全水冷の935/83型の2種類がある。エレクトリック・コントロールユニットは935/82型、935/83型ともボッシュ製のモトロニックを使用している。

#### 935/82型
2.65 L・モトロニックMP1.2仕様
956時代から使用されていたエンジン。962Cデビュー当初はワークス、カスタマー共このエンジンを使用。
2.8 L・モトロニックMP1.2仕様
2.65 L仕様を2.8 Lに排気量を拡大したもの。1986年からカスタマーチームに供給された。

#### 935/83型
3.0 L・モトロニックMP1.2仕様
1986年からワークスが使用し始めたエンジン。1987年のル・マン24時間レース後に有力カスタマーチームに供給されるようになり、1988年からその他のカスタマーチームにも供給されるようになった。
エンジン出力は935/82型と比べて50 PS増の750 PSにスープアップし燃費も改善された。また、空水冷エンジンではエンジンの冷却を軸流ファンで行い、アンダーフロア部に排熱していたためリヤディフューザーへの気流を阻害していたが、水冷エンジンになったことでリヤディフューザーへの空気の流れがスムーズになりダウンフォースが増加した。反面、エンジンライフは短くなりノバ・エンジニアリングでは空水冷エンジン時代は走行距離4,000 - 5,000 kmでオーバーホールに出していたが、935/83型になってからは2,000 kmでオーバーホールに出すようにしていたという。
3.0 L・モトロニックMP1.7仕様
1988年のル・マン24時間レースでワークスが初めて使用したエンジン。同じ935/83型ながらモトロニックMP1.2仕様とは多くの相違点がある。
モトロニックはデジタル化されたMP1.7を使用。トルクを増やすために吸気管を延長（カウル内に収めるため吸気管を内側に傾斜させている）。ラジエーター、オイルクーラーは大型化。インタークーラーは空水冷から全空冷に変更し、冷却系はレイアウトも変更された。ターボチャージャーの位置もMP1.2仕様より高くなっている。トランスミッションの段数はエンジン特性の変化に合わせて5段から6段に変更された。また、ル・マン後に燃料クーラーが追加されている。ノバの森脇基恭によると、エンジンのライフはモトロニックMP1.2仕様よりもさらに短くなり1,200 kmほどしかなかったという。
ル・マン後に有力カスタマーチームに供給されるようになり、1989年からその他のカスタマーチームにも供給されるようになった。
3.2 L・モトロニックMP1.7仕様
3.0 L・モトロニックMP1.7仕様を3.2 Lに排気量を拡大したもの。1990年からワークス格のヨースト・レーシングが使用し始め、ル・マン後にカスタマーチームにも供給されるようになった。

### 足回り
フロント17 in/リヤ19 in径のタイヤ・ホイールに対応し、それに伴う新しいリヤサスペンション、新しいボディカウルを組み合わせた。

## PDK
ポルシェは956時代からデュアルクラッチトランスミッションのポルシェ・ドッペルクップルング（PDK）を搭載したマシンを実験的に投入しており、1984年のイモラ1000kmで初めて実戦投入し、962にマシンを切り替えた後も実戦でテストが続けられた。
当初はMT仕様より40 kgも重く、ギヤシフト時のタイムロス減少などPDK使用のメリットを相殺していたが、1987年にはケーシングをアルミニウムからマグネシウムに変更し15 kg重量軽減され、油圧システムによるパワーロスが減少されたものが使われるようになった。
1986年のル・マン24時間レースにも出場し、モンツァで行われたレースでは優勝も記録している。その後もドイツ国内のスプリントレースに出場するも1987年のワークス撤退、CARTプロジェクトの始動にともない開発を中断せざるをえなくなった。
しかし、PDKの技術は十数年後、フォルクスワーゲン/アウディのDSGなどに転用され、さらに2008年発表のポルシェ・997後期モデルなどのモデルからその名もPDKとなるデュアルクラッチトランスミッションが搭載されている。

## 開発年譜

### 1984年

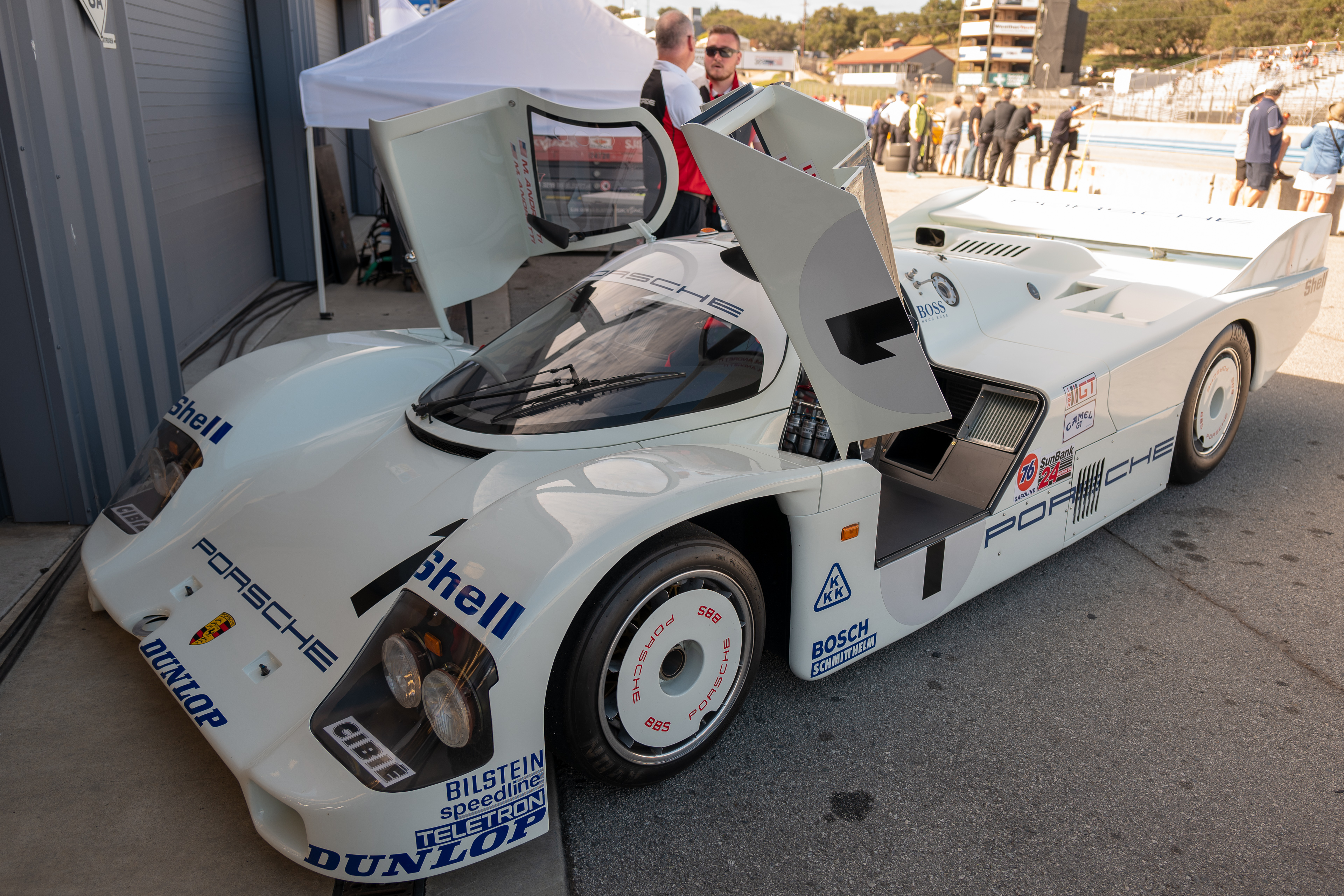
ポルシェ962-001（1984年 デイトナ24時間）

- IMSA-GTPクラスのカスタマー・チームのために956のGTPクラス仕様として962を開発。ワークスの手により第1戦デイトナ24時間レースでデビュー。シャシはアルミニウムツインチューブ・モノコック、エンジンはSOHC全空冷2.87 Lシングルターボの962/70型。（962）
- 962のカスタマー仕様、IMSA-GTP第6戦ラグナ・セカに初登場。（962）
- WEC第3戦ル・マン24時間レースで、ジョン・フィッツパトリック・レーシングが962にグループC仕様のエンジンを搭載したマシンを試用[8]。（962、962C）
- アメリカのポルシェ・チューナー、アンディアルがIMSA-GTP第10戦ワトキンズ・グレンからホルバート・レーシング（以下ホルバート）に3.16リットルに排気量を拡大した962/71型エンジンを供給[1]。（962）

### 1985年
- ポルシェ、962のグループC仕様として962Cを開発。ワークス、WECの使用車両を956から962Cに移行。（962C）
- IMSA-GTPのカスタマー・チーム、962/71型エンジンに移行。（962）
- IMSA-GTPのホルバート、オリジナル・モノコックを製作[9]。（962）
- ブルン・モータースポーツ（以下ブルン）とクレマー・レーシング（以下クレマー）、WEC第1戦ムジェロからカスタマー向け962Cを初使用。
- ワークス、WEC第4戦ル・マン24時間レースの予選でDOHC3.0 L仕様の935/82型エンジンを使用[10]。（962C）
- ワークス、WECのシーズン後半からPDKを再試用。（962C）

### 1986年
- 世界選手権、WECからスプリント・イベントを含むWSPCに移行。
- ワークス、WSPC、ADACスーパーカップ（以下スーパーカップ）でPDKを引き続き試用。（962C）
- ワークス、WSPC開幕戦モンツァで全水冷935/83型エンジンを試用[11]。（962C）
- ワークスのWSPCへの参戦目的がタイトルの獲得から、カスタマー・チーム向けの先行開発へ移行[12]。（962C）
- ポルシェ、カスタマー・チームに排気量を2.8リットルに拡大した935/82型エンジンを供給。（962C）
- TCプロトタイプ製アルミニウムハニカム・モノコック登場[13]。（962C）
- ファブカー製モノコック登場。（962）
- IMSA-GTPカスタマー、SOHC全空冷3.0 Lシングル・ターボ962/72型エンジンに移行。（962）
- ブルン、WSPCの予選で空水冷3.2 Lルエンジンを使用。（962C）
- ワークス、WSPC最終戦富士でABSを試用。（962C）

### 1987年
- ワークス、カウルのカーボン化等でマシンを約30 kg軽量化[14]。（962C）
- ワークス、WSPC、スーパーカップで引き続きPDKを試用。（962C）
- ブリテン・ロイド・レーシング（BLR）、アルミニウムハニカム製モノコック、リヤウィングのトランスミッションマウント化、カウルのカーボン化等を施した962GTi-106BをWSPCにデビューさせる[15]。（962C）
- クレマー、アルミニウムハニカム製モノコックの962CK6を製作[13]。（962C）
- チャップマン製モノコック登場。（962、962C）
- ポルシェ、WSPC第6戦ノリスリンクを以てワークスを撤退させ、手持ちのワークス仕様の935/83型エンジン12基のうち4基をヨースト・レーシング（以下ヨースト）、ブルン、クレマー、BLRに放出[16]。（962C）
- ポルシェ、インディカー用V型8気筒エンジンベースにした962・962Cの後継マシン（エンジン、IMSA-GTP用2.1Lシングルターボ、WSPC用3.2Lツインターボ、アルミニウムハニカム或いはカーボン製モノコック）を開発し、1988年シーズン開幕からWSPCに復帰の予定[17]。(962C)

### 1988年
- ワークス、スーパーカップで引き続きPDKを試用。（962C）
- ポルシェ、カスタマー・チームに935/83型エンジンを供給。（962C）
- ワークス、WSPC第5戦ル・マン24時間にモトロニックMP1.7の採用、6速トランスミッション、冷却系の改良等を施した1988年仕様ワークスマシンを登場させる。（962C）
- IMSA-GTP、第10戦ポートランドからツインターボ・エンジンの使用を認め、以後962Cを使用するチームが増加。（962、962C）
- 9月15日、ポルシェ、各カスタマーに962Cの開発終了を含むグループC活動の終了を通達。1988年仕様のワークス用シャシを有力カスタマー・チームに売却[18]。（962C）

### 1989年
- ヨースト、オイルクーラーのフロント移設、リヤ・ウィングのトランスミッションマウント化等を施した962-011を開発・製作しWSPCで使用[19]。（962C）
- ポルシェ、モトロニックMP1.7をカスタマーに供給。（962C）
- クレマー、962CK6/02を開発・製作。956/962シリーズ初のカーボン製モノコック[20]。（962C）
- ヴァーン・シュパン（以下シュパン）、アルミニウムハニカム・モノコック製作。チーム・デイビーに供給[21]。（962C）
- ブルン、ラジエーターをフロントに移設した962-004BMを製作。後、サイド・ラジエーターに戻される[22]。（962C）
- ポルシェ、ル・マン24時間用に新スペックエンジンを各チームに供給するも、燃料クーラーのトラブルによりクレマー、シュパン、RLRの3台のマシンがレース中に炎上[23]。 (962C)
- 7月、ポルシェ、ヨーストと3年間のワークス契約を結ぶ[24]。 (962C)

### 1990年

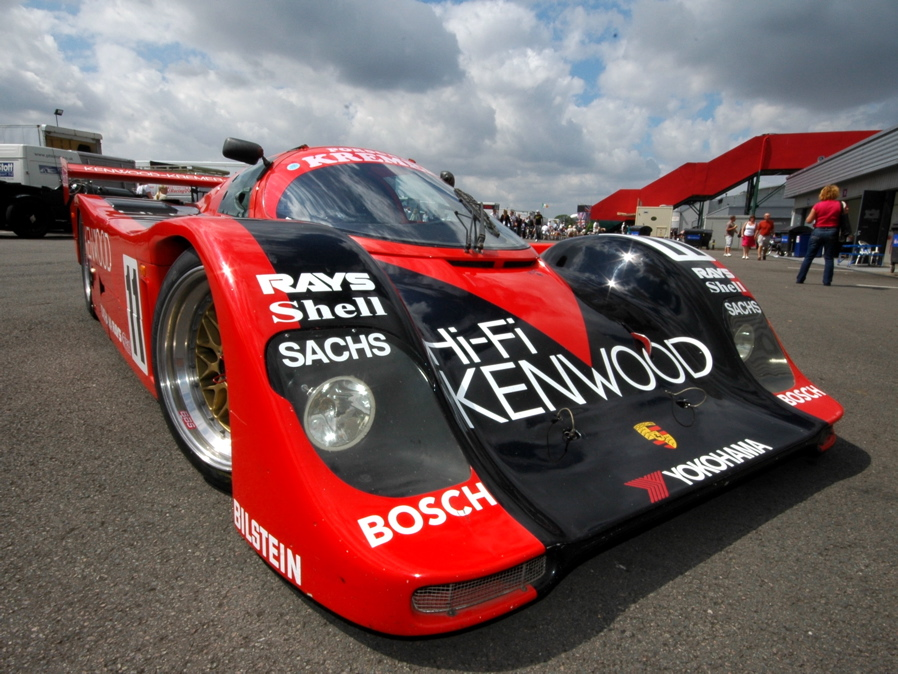
ポルシェ・962CK6(クレマー・レーシング 1990年)

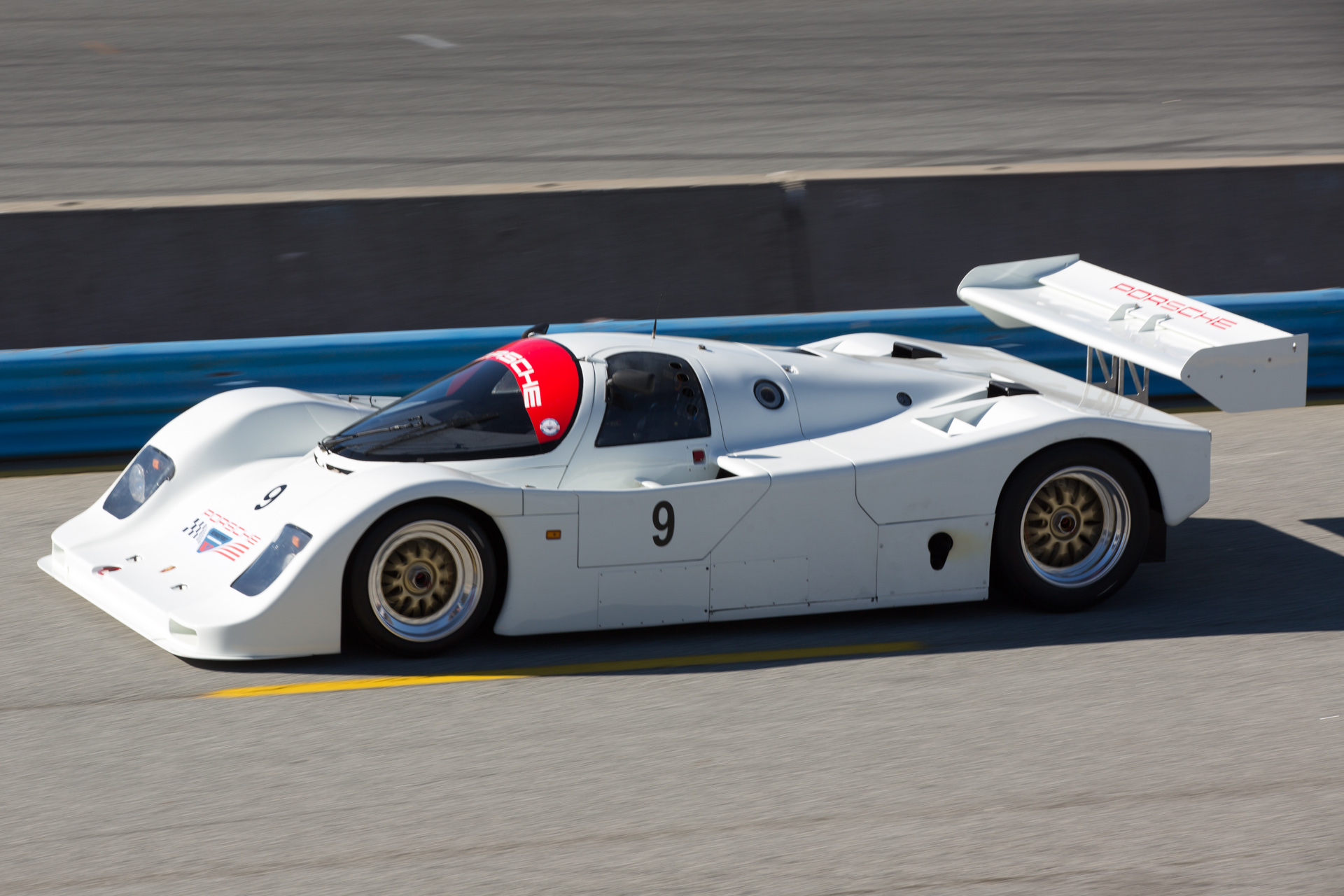
ポルシェ・962C(ヨースト・レーシング 1990年)

- ポルシェ、全水冷3.2 L仕様の935/83型エンジンをヨーストに供給[25]。（962C）
- クレマー、ポルシェの風洞を使用して開発した1990年仕様の962CK6を製作[26]。（962C）
- シュパン、カーボン製モノコックを製作[27]。（962C）
- ポルシェ、SWC C1クラス用マシン（3.5 L、V型12気筒型エンジン）の開発開始を発表。1992年からワークス参戦の予定[28]。
- ブルン、1990年のル・マン24時間レースの予選でアンディアル・チューンの全水冷3.2 Lエンジンを使用して予選2位に入る[29]。（962C）
- ポルシェ、WSPC第6戦ニュルブルクリンク[30]、JSPC第4戦鈴鹿1000km[31]からカスタマーチームにも3.2 L仕様の935/83型エンジンを供給。 (962C)
- IMSA-GTP、第10戦シアーズポイントから、ポルシェ・ユーザー救済を目的に1991年レギュレーションを前倒しで施行。（962、962C）

### 1991年
- エンジンにノックセンサーが装備される[32]。(962C)
- ヨースト、主戦場をSWCからIMSAに移す。
- ガナー・レーシング、962をスパイダーに改装した966を製作しデイトナ24時間に出場。
- 10-11月ごろ、ヨースト、ポール・リカールでアメリカのファルコネア製V型12気筒エンジンを搭載した962で3日間のテストを行う。ヴァルター・ロールがテストドライバーを務める[33][34]。 (962C)

### 1992 - 1993年
- ポルシェ、962/962C最終製造車、962-016をヨーストに納車[35]。(962C)

### 1994年

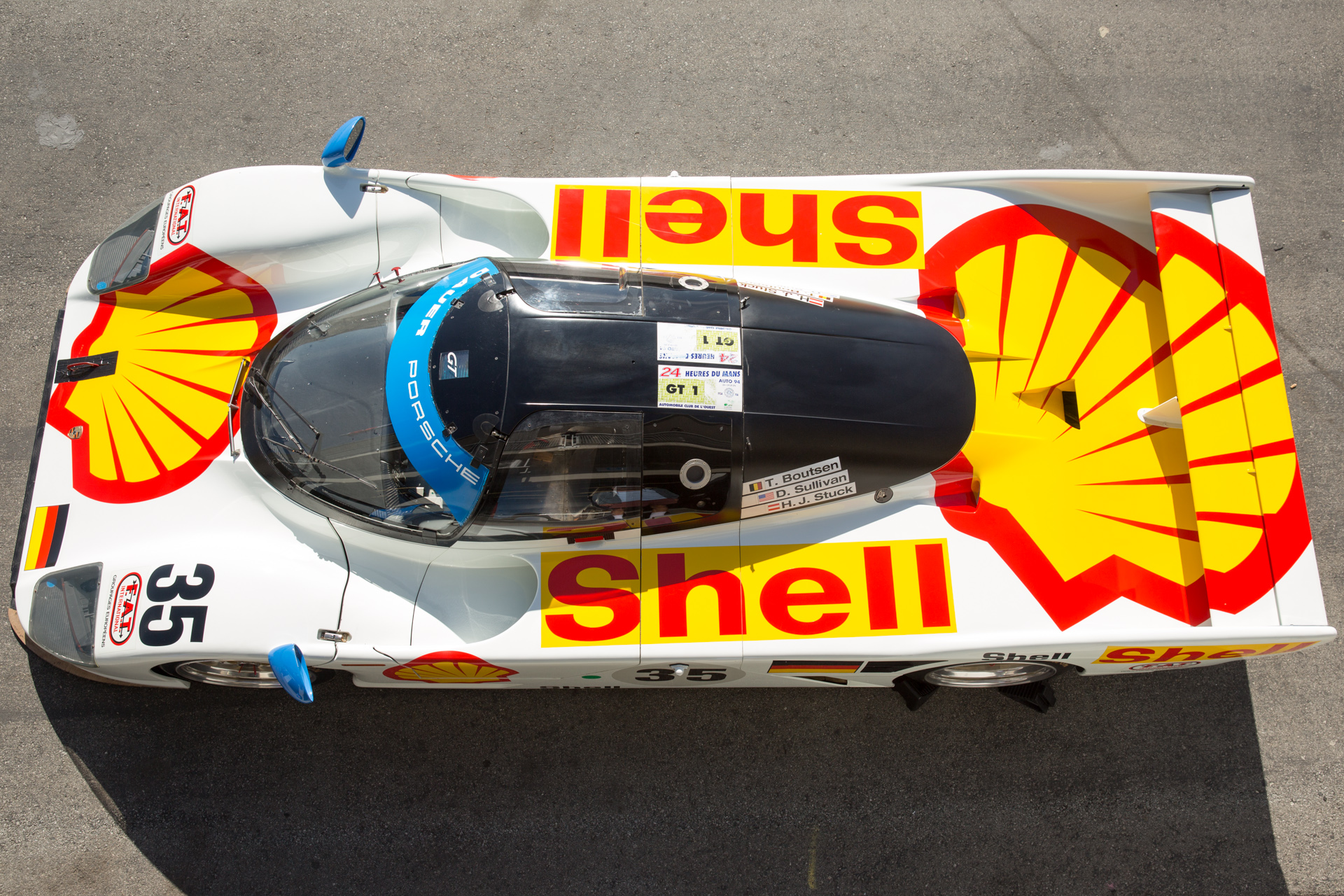
ダウアー・962LM (1994年)

- ポルシェ、GT1クラス用に962LMを製作。(962C)

## レース戦績

### 1985年

#### WEC

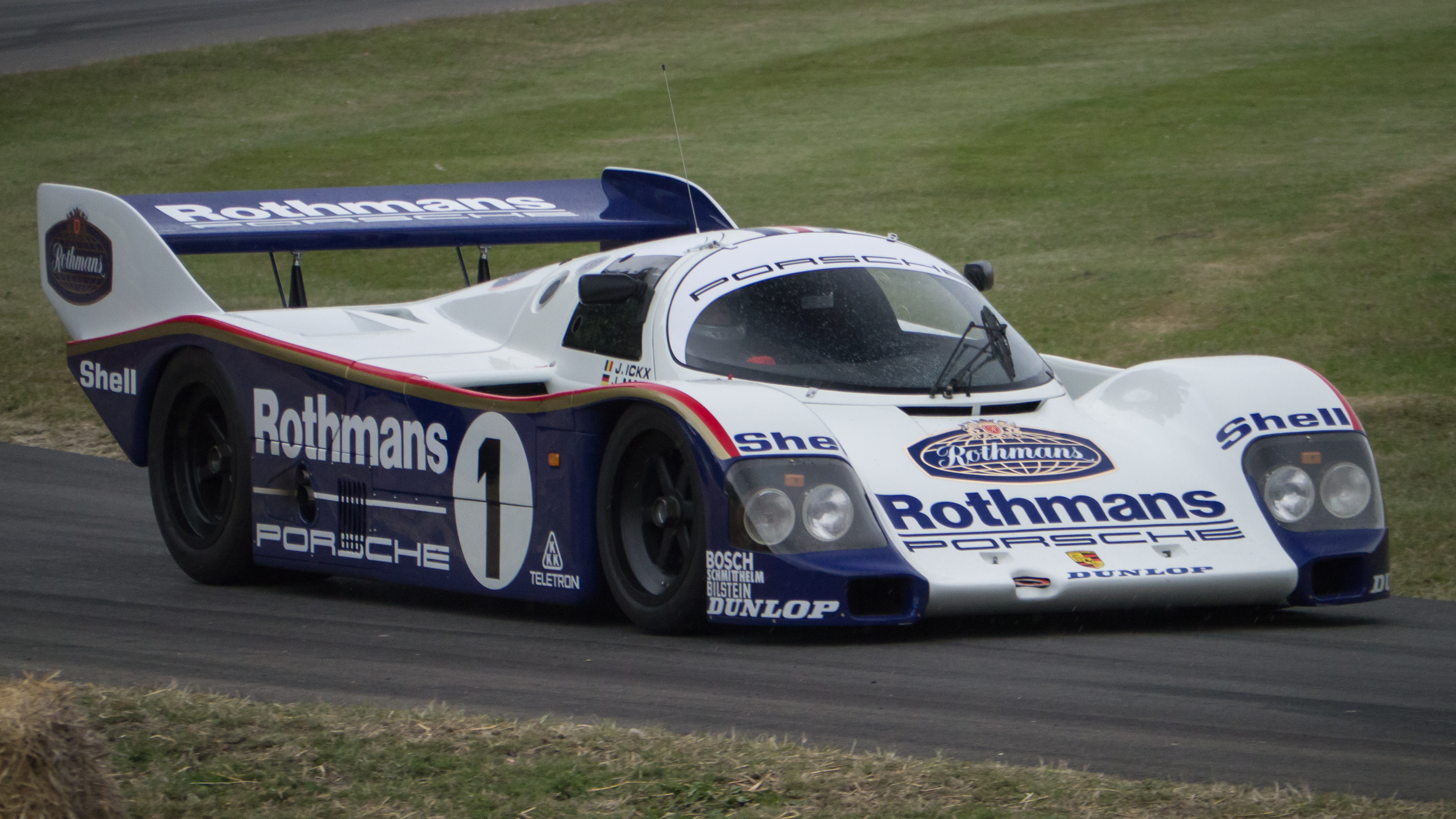
ワークスポルシェの962C(1985年 WEC)

ポルシェはWECの新レギュレーションに対応した962Cを開発、製作した。ワークスと一部のカスタマーチームが962CでWECに参戦した。ワークスは第4戦のル・マン24時間を落とすも10戦中6勝を挙げてチーム、ドライバー（デレック・ベル）の二冠を獲得した。また、クレマーも第2戦モンツァ1000kmで優勝した。ポルシェは956の1勝を含め10戦中8勝を記録する活躍であった。

#### ル・マン24時間
ル・マン24時間レースで、ポルシェワークスはモトロニックMP1.2のセッティングミスからヨースト、RLRの956に次ぐ最高3位に終わった。

#### ヨーロッパ
インターセリエには962Cで参戦するチーム、ドライバーはなく、DRMでも第7戦・ノリスリンクでクレマーからマンフレッド・ヴィンケルホックが一度参戦したのみで5位に終わった。

#### JSPC
1985年のJSPCにはアルファ・ノバから1台の962Cがエントリーした。アルファ・ノバ962Cは956を使用するフロムA・ノバ、トラスト、アルファキュービックらを抑えて3勝を記録、高橋国光がドライバータイトルを獲得した。

### 1986年

#### WSPC

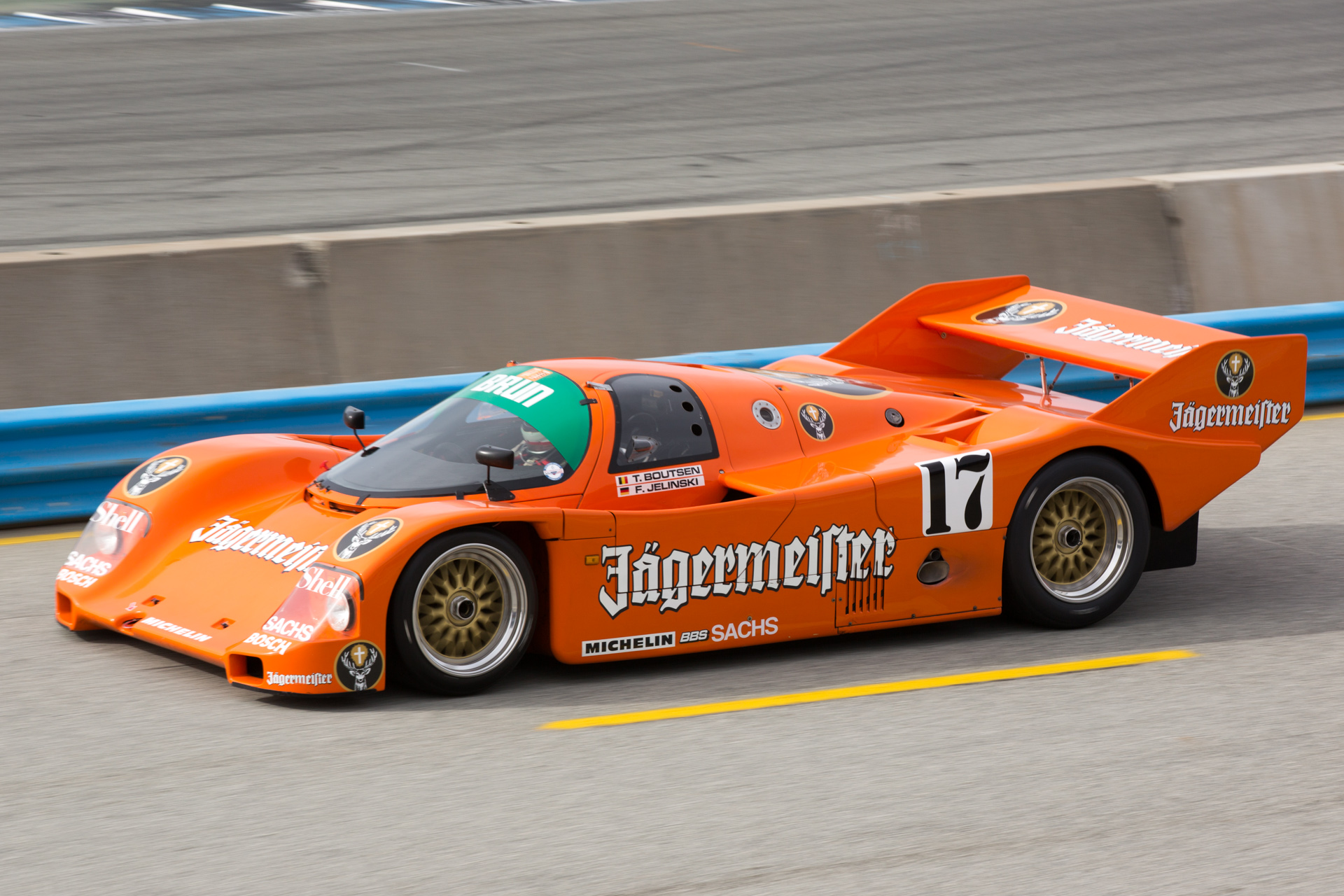
ブルン・モータースポーツの962C(1986年 WSPC・スパ)

1986年からWECはスプリントレースを含めたシリーズとなり、WSPCとして開催されるようになった。ワークスは開幕戦モンツァ360 km、第3戦ル・マン24時間で優勝し、ブルンも第6戦ヘレス360 km、第8戦スパ1000 kmで優勝した。チームタイトルはブルン、ドライバータイトルはデレック・ベルが2年連続で獲得した。ポルシェは956の3勝を含め、9戦中7レースで勝利した。

#### ル・マン24時間

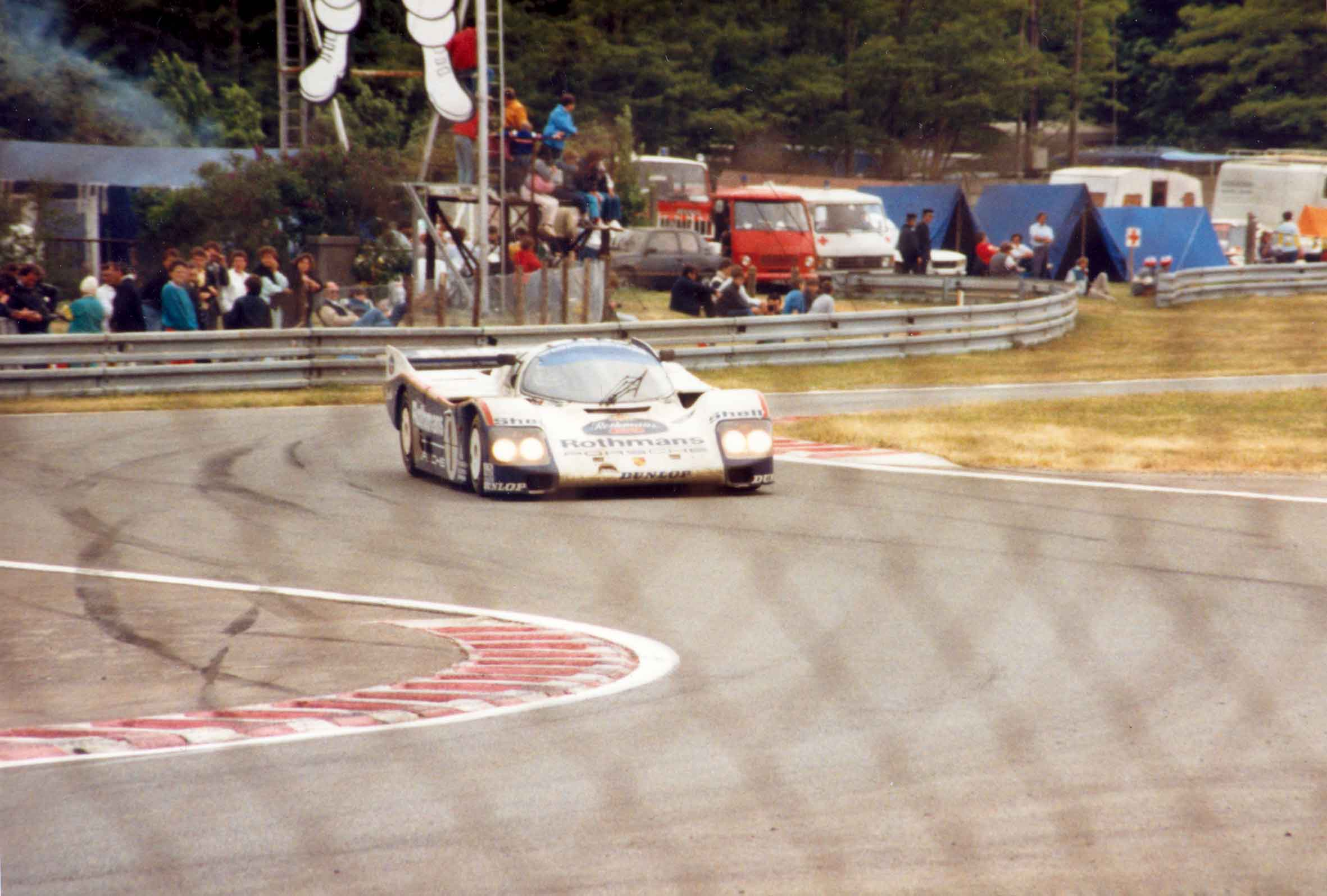
1986年のル・マン24時間を走るワークスポルシェ・962C。このマシンは4972.731 kmを走って優勝した。

1986年のル・マン24時間レースには、ポルシェワークスは935/82型エンジンを2.86 Lに拡大して臨み、力をつけてきていたジャガーXJR-6やザウバー・C8との高速戦に多数のリタイアを出しながらも1位、2位を独占した。この年は初参戦の日産関係者が「24時間のスプリントレースなのか」と呆れるほどの高速ぶりでジャガーもメルセデスも全車リタイア、ポルシェだけで8位以外のベスト10を独占している。

#### ヨーロッパ、南アフリカ
インターセリエでは956勢が強く、962Cユーザーではクレマーのヨー・ガルトナーとウォルター・ブルンがそれぞれ1勝をあげるにとどまった。一方、スーパーカップではワークス962Cに乗るハンス＝ヨアヒム・スタックが2勝をあげタイトルを獲得した。南アフリカで開催されたキャラミ500 kmではブルンのヨッヘン・マス/ティエリー・ブーツェン組の3位が最高順位であった。

#### JSPC
前年に続いてアルファ・ノバのみが962Cを使用し2勝を記録。同じく2勝をあげたトラスト956を抑えて高橋国光が2年連続でタイトルを獲得した。

### 1987年

#### WSPC

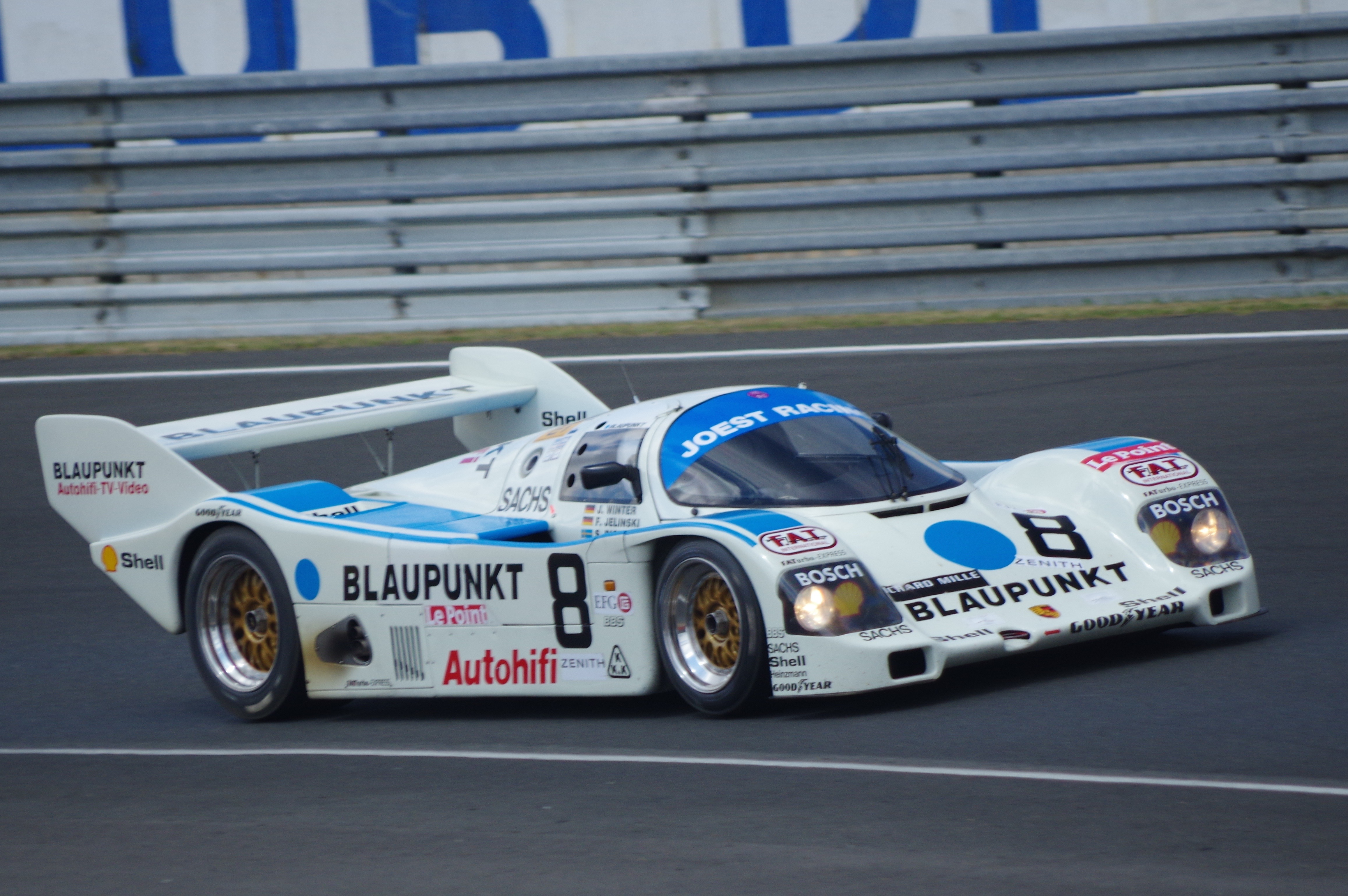
ヨースト・レーシングのポルシェ962C（1987年 WSPC）

開幕から4連勝を記録したジャガーがダブルタイトルを獲得。962Cはワークスが第5戦ル・マン24時間でこそ勝利するものの、第6戦ノリスリンクでWSPCからの撤退を発表。962CはBLRがノリスリンクで挙げた1勝を含め2勝に終わった。

#### ル・マン24時間
1987年のル・マン24時間レースにポルシェワークスは予選ブースト850 PSの水冷3.0 Lの935/83型エンジンを搭載したが予選時のクラッシュで1台を失い、さらに供給されたガソリンのオクタン価が低くターボエンジンのポルシェは次々リタイア、このときライバルのジャガーXJR-8LMは3台とも健在で絶体絶命に追い込まれた。しかし、監督のノルベルト・ジンガーは原因を突き止めてモトロニックMP1.2のプログラムを書き換えて対応、気温が低くターボエンジンに有利な夜間になってペースアップを指示した。これを受けて立ったジャガーは次々にリタイア、結果1位、2位、4位を独占した。

#### ヨーロッパ、南アフリカ
インターセリエではヴァルター・レヒナーが1勝ながらタイトルを獲得した。スーパーカップでは2勝をあげたワークスからエントリーのスタックが2年連続でタイトルを獲得した。チームタイトルもワークスが獲得した。キャラミ500 kmではBLRのマスが優勝し、ヨーストも2-4位に入賞した。

#### JSPC
新規定へ完全移行し、956のユーザーも962Cでのエントリー切り替えたため、アルファ・ノバに加えてトラスト、フロムA・ノバ、アルファキュービックも962CでJSPCにエントリーをするようになった。また、ヨーロッパの有力プライベート・チームであるクレマーがレイトンハウスとともにJSPCへのエントリーを開始した。また、最終戦・富士500 kmからシュパンがワークス落ちの962-003を使用して参戦を開始した。
アルファ・ノバの強さは変わらず2勝を記録し、同じく2勝のトヨタ・トムス・87Cを抑えて高橋国光が3年連続でタイトルを獲得した。

### 1988年

#### WSPC
1988年のWSPCはジャガーとザウバー・メルセデスのタイトル争いに終始し、カスタマー962Cは未勝利に終わった。ワークスが第5戦ル・マン24時間と、第10戦富士1000 kmにスポット参戦したが、2レースとも2位に終わった。チーム・タイトル争いでもヨーストの3位が最上位であった。

#### ル・マン24時間

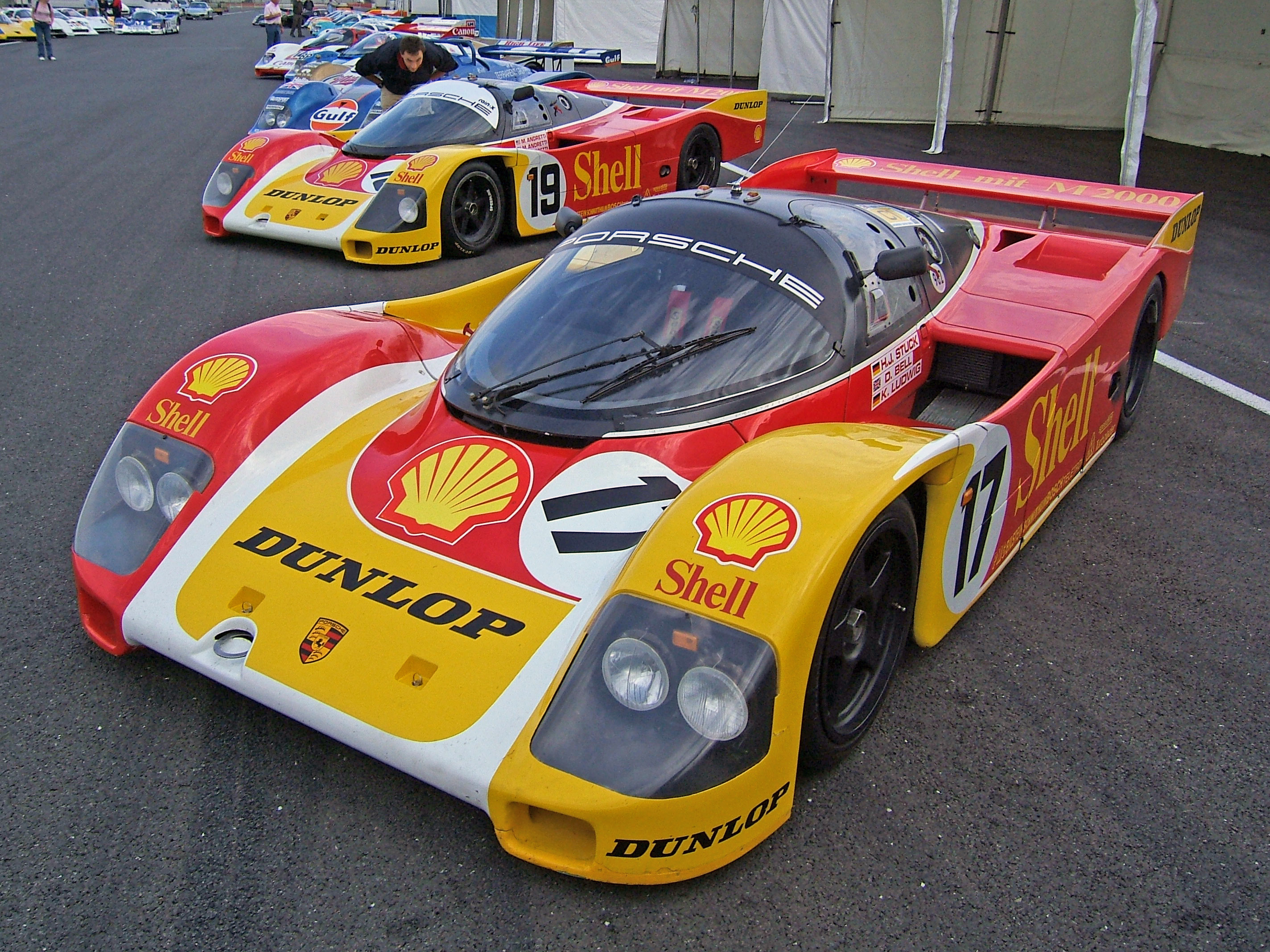
ワークス仕様の962C（1988年 ル・マン24時間）

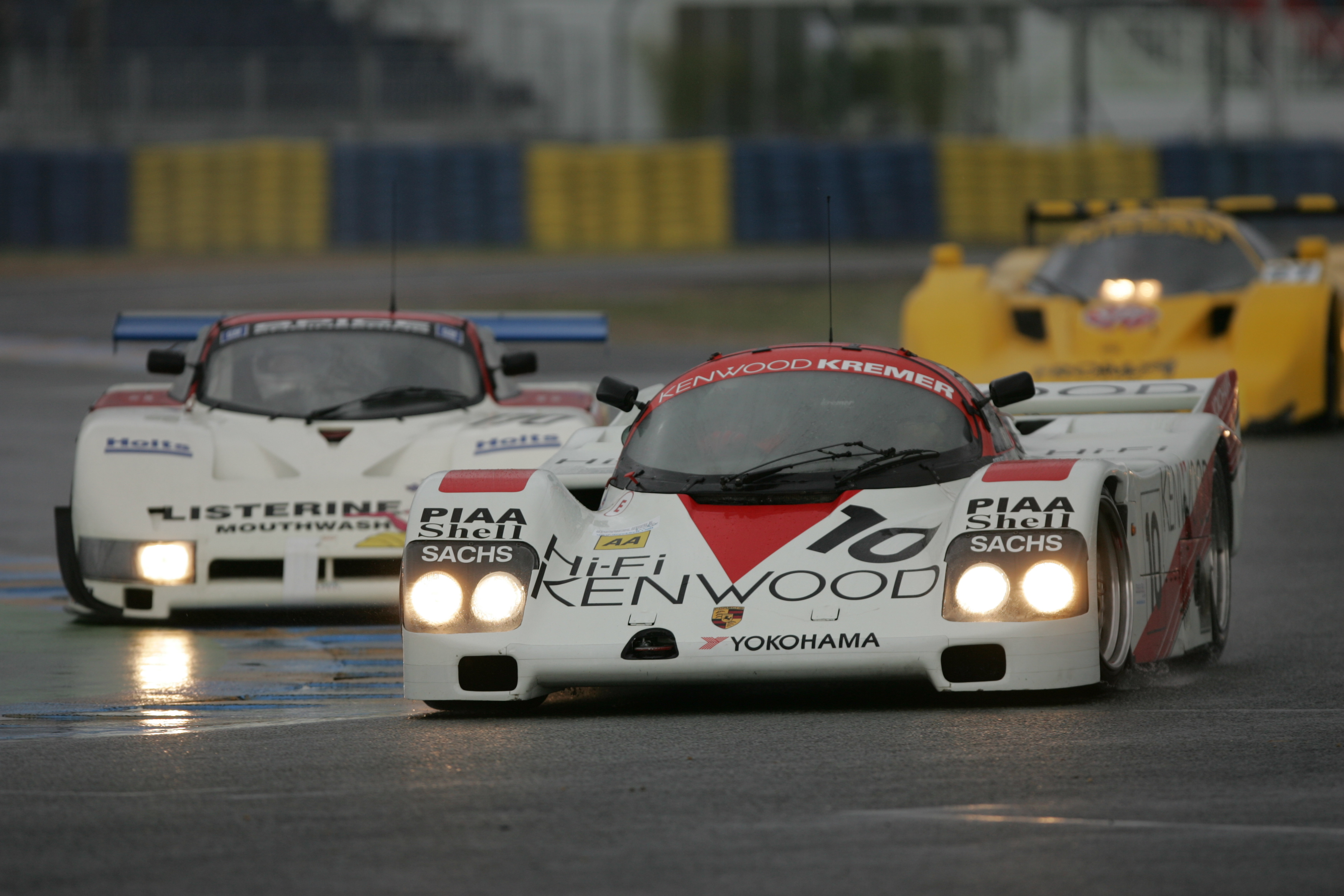
クレマー・レーシングの962C(1988年 ル・マン24時間)

1988年にポルシェワークスは世界選手権に出場しなかったが、ル・マン24時間レースには3.0 Lの935/83型エンジンにデジタル化されたボッシュ・モトロニック1.7を搭載したマシンを持ち込んだ。過給圧を高めた予選用のセッティングでは出力が950 PSとも1,000 PSともいわれ、ユノディエールで394 km/hを記録するなど充分以上の戦闘力があることを見せた。  
予選ではワークスの17、18、19号車が1-3位を独占。特に17号車はル・マンでそれぞれ5勝のデレック・ベル、3勝のクラウス・ルドヴィック、2勝のハンス＝ヨアヒム・スタックが搭乗するエースマシンであった（勝利数は1988年当時）。
レースはその17号車がリードする展開となるが、6位スタートのジャガーXJR-9LMの2号車がオープニングラップだけで4台を抜き2位に浮上し17号車を追撃、18号車がこれに続いた。しかし、17号車は3時間目に燃料ポンプにトラブルを起こし、2周遅れの8位まで後退してしまう。4-9時間目にかけては18号車がレースを支配。その後、ジャガー2号車とのトップ争いとなるが、18号車は深夜3時にリタイア。トップに立った2号車を序盤のトラブルで遅れた17号車、ジャガー1号車が追う展開となるが1号車は朝になってリタイア。ジャガー2号車と17号車の一騎討ちとなった。2号車と17号車の後続を大きく引き離しての戦いは6時間にわたって繰り広げられたが2号車に逃げ切られ、17号車は2号車と同一周回の394周を走って2位。3位には385周を走ったヨースト・レーシングの8号車が入った。

#### ヨーロッパ、アメリカ
インターセリエではヨッヘン・ダウアーが3勝をあげタイトルを獲得。スーパーカップでは962Cユーザーは、ザウバーのジャン＝ルイ・シュレッサーにタイトルを奪われ、ヨーストのボブ・ウォレックのランキング2位が最高成績であった。しかし、チームタイトルはヨーストが獲得した。キャラミ500 kmではヨーストのウォレック/フランク・イエリンスキー/ウェイン・テイラー組が優勝した。11月にはアメリカでIMSA GTPとグループCの対抗戦、ワールドチャレンジ・オブ・タンパが開催されヨーロッパからはブルン、クレマー、RLR、ゲプハルトが参戦しブルンのオスカー・ララウリ/マッシモ・シガラ組が2位に入賞した。

#### JSPC
アルファ・ノバ、トラスト、フロムA・ノバ、クレマー、シュパンの5チームが962CユーザーとしてJSPCに参戦した。クレマー、シュパンはシーズンを通して2台をエントリーさせた。トラストはGTiポルシェにマシンを切り替え注目を浴びた。全水冷3.0 LエンジンがJSPCのユーザーにも供給されるようになり962Cの競争力は大幅に向上、日本メーカーを圧倒した。最終戦WEC JAPANを除く全レースで優勝し、最新スペックの962-132を使用するフロムA・ノバが3勝をあげ岡田秀樹がタイトルを獲得した。フロムA・ノバはWEC JAPANでポールポジションを獲得、決勝でも4位入賞しヨーロッパのトップチームと遜色のない速さを示した。

### 1989年

#### WSPC

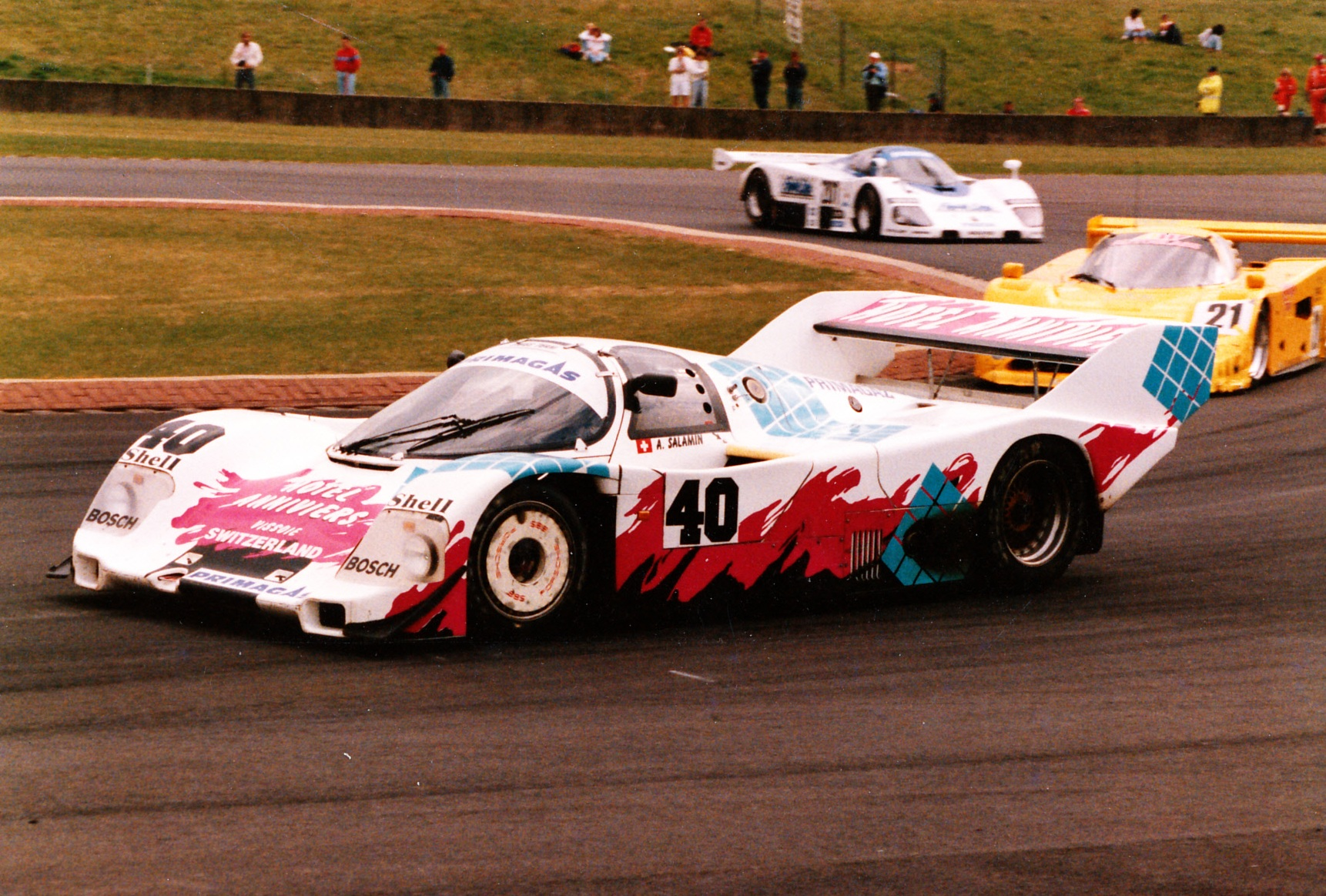
1989年のWSPC第6戦・ドニントンを走るスイス・チーム・サラミンの962C。このマシンは16位でゴールした。

ザウバー・メルセデスが抜きん出た強さでダブルタイトルを獲得した。ポルシェはワークスチームを派遣しなかったが、ヨーストと共同でワークスマシン962-011（←962-142）を開発した。標準的な962Cとの違いはオイルクーラーのフロントへの移設、リアウイングの独立化、フロントフェンダーにルーバーを追加、ヘッドライトの円形4灯から角形2灯への変更等。011の競争力は高く、第2戦ディジョンで962Cに約2年ぶりの優勝をもたらした。その後も第4戦ブランズハッチ、第7戦スパで2位に入るなど活躍しジャガー、日産、トヨタを上回るシリーズランキング2位に食い込み、ブルンもランキング3位に入る活躍を見せた。

#### ル・マン24時間
1989年のル・マン24時間レースにポルシェはワークスチームを派遣しなかったが、ヨースト、ブルン、シュパンにマシンを放出、特にヨーストはノルベルト・ジンガーがチームを指揮し、ブルン、シュパン、クレマーにもポルシェからエンジニアが派遣されカスタマーの支援を行った。
決勝レースでは予選5位スタートのヨーストの9号車（962-145）がトップグループでレースを進め、1日目夜には数時間にわたって首位を快走した。その後、深夜に冷却水漏れがあり後退したが、3位でゴールして表彰台を獲得し、これがポルシェ勢最上位となった。
962Cはこの年のル・マンに計17台出走。5台が完走し3台がトップ10入りしたが、ポルシェの供給したニュースペックエンジンにトラブルが相次ぎシュパンの33号車、クレマーの10号車、RLRの14号車が炎上、リタイアした。

#### ヨーロッパ
インターセリエでは2勝をあげたレヒナーが2年振りにタイトルを獲得。スーパーカップではウォレックが3勝をあげタイトルを獲得した。ヨーストも4勝をあげチームタイトルを獲得した。

#### JSPC
1989年は前年の5チームに加えて、アルファキュービックが復帰し、1986年のWSPCチャンピオンチームのブルンがジ・アルファとのジョイントでJSPCに参戦した。アルファはノバと東名スポーツから2台をエントリーさせ、クレマーとシュパンは1台エントリーに切り替えた。アルファキュービックはクレマーの旧車を使用した。
1989年のJSPCは混戦で2勝以上あげるチームはいなかったが、台風の影響で12月に順延となった最終戦・鈴鹿1000 kmを制したアルファ・ノバの高橋国光が2年ぶりにタイトルを獲得した。

### 1990年

#### WSPC

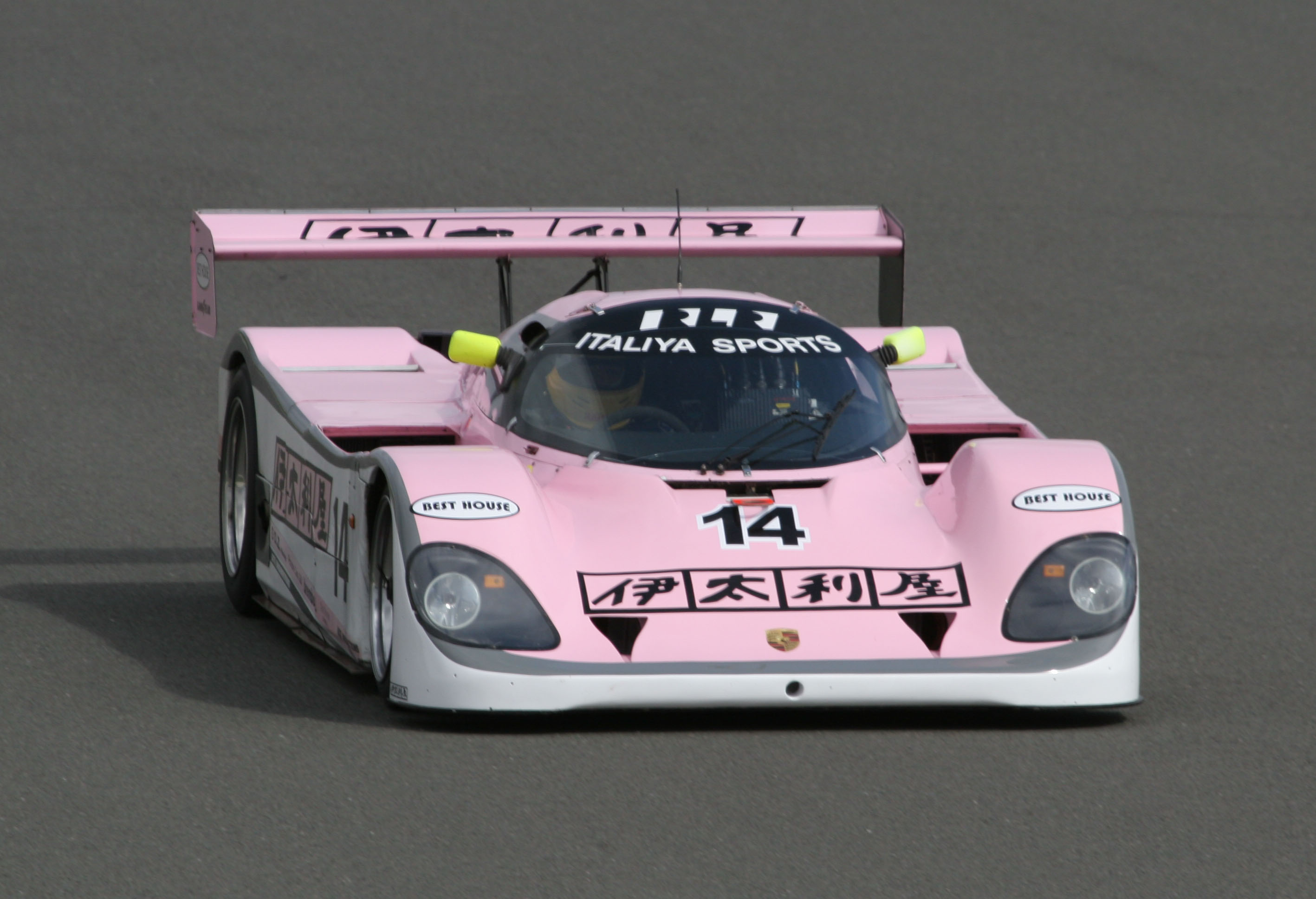
リチャード・ロイド・レーシングの962C GTi(1990年 WSPC)

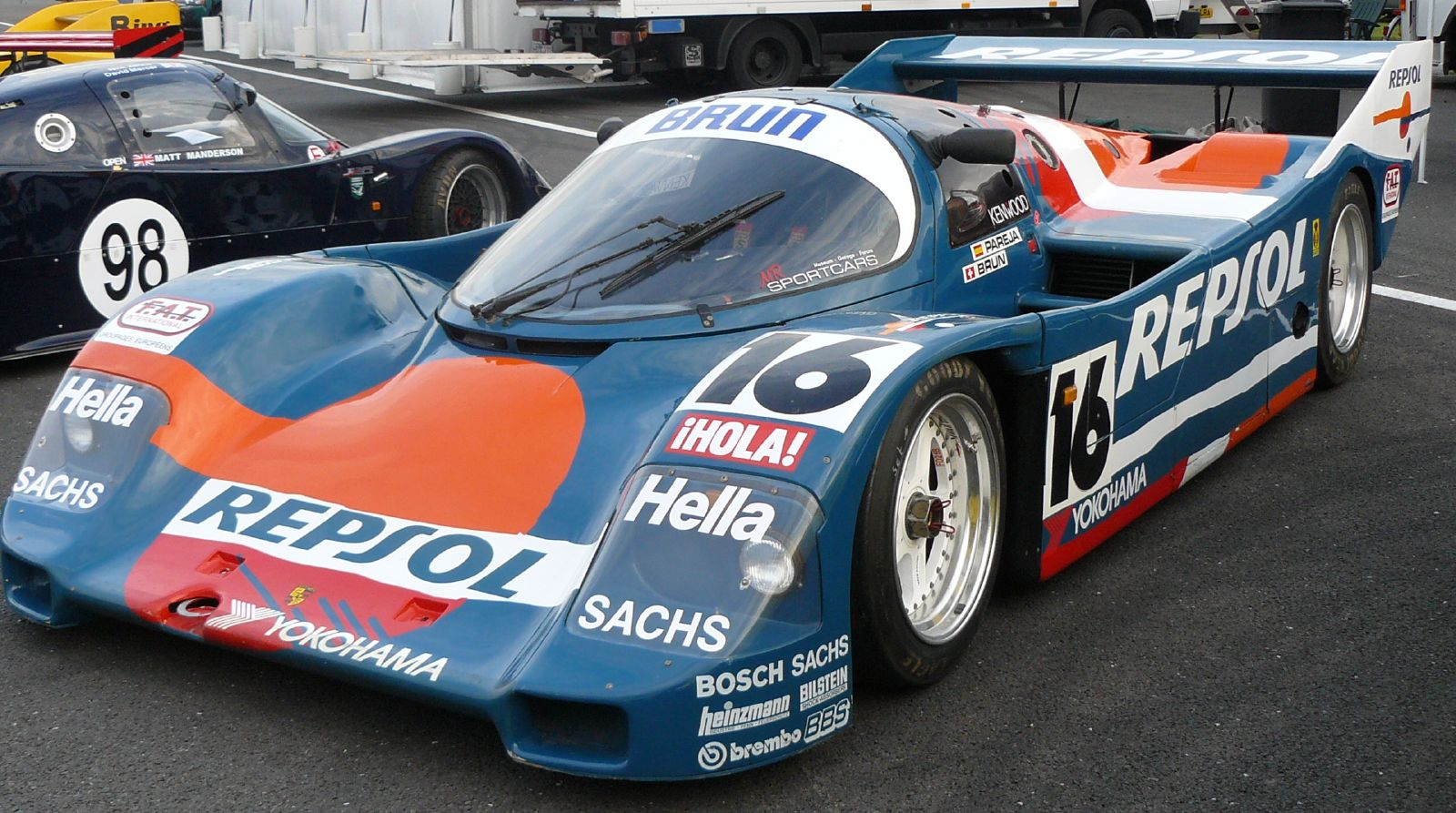
ブルン・モータースポーツの962C(1990年 WSPC)

ポルシェからヨーストに、3.2 Lエンジンを搭載し空力が改良された962-012、962-014の2台のワークスカーが供給されたが、これはカスタマーチームからの開発継続の要請の声に応えたものであった。3.2 Lエンジンはシーズン後半の第6戦ニュルブルクリンクから、JSPCでは第4戦鈴鹿1000kmから各カスタマーチームに供給された。
1990年のWSPCにはヨーストをはじめ9チームが962Cで参戦したが、前年同様メルセデスが強くダブルタイトルを獲得。またジャガー、日産も強く962C勢の表彰台獲得は第8戦モントリオールでのRLRの3位一度だけに終わった。

#### ル・マン24時間

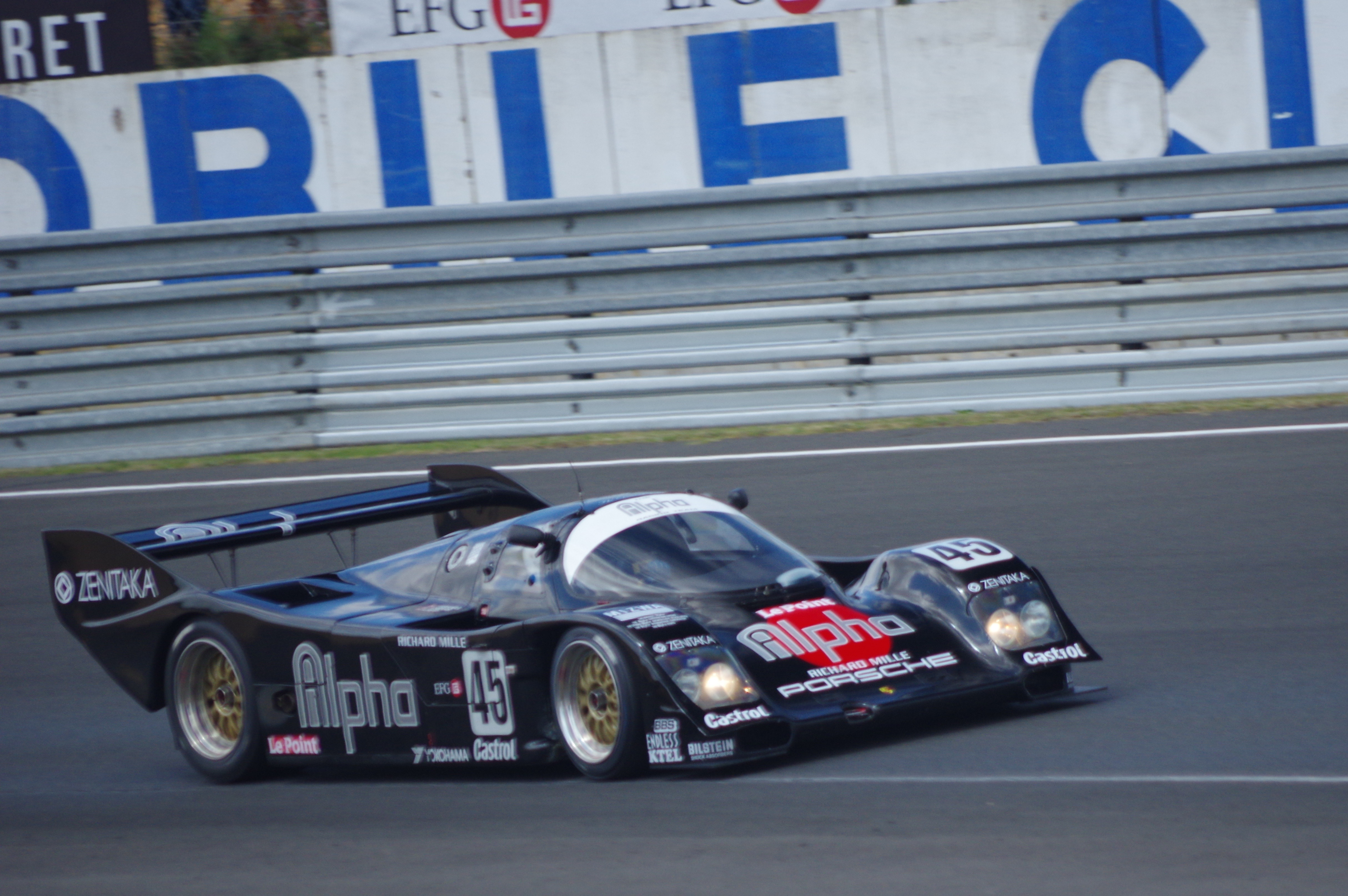
ジ・アルファ・レーシングの962C(1990年 ル・マン24時間)

1990年のル・マン24時間レースにヨーストは6、7、8、9号車の計4台の962Cをエントリーさせた。この内7、8号車は、ポルシェから供給された3.2Lエンジンが搭載されたワークスマシンであった（7号車962-015、8号車962-013）。しかし、8号車は予選中にクラッシュ、使用不能になってしまったことから、ヨーストは9号車に8号車の使用可能なパーツを移植し、急遽9号車をワークスマシンに仕立て上げた。
ブルン・モータースポーツは15、16号車の2台の962Cをエントリーしたが、この年からユーノディエールにシケインが設置されたことに対応しコーナリングスピードを重視。ハイダウンフォースのショートテイル仕様に、アンディアルチューンの3.2リットルエンジンを搭載してル・マンに乗り込んできた。予選ではそのブルン16号車が2位に入り、ニッサン勢の予選上位独占を阻む活躍を見せた。ブルン16号車は決勝でも終始トップグループを走り、2日目昼には1周前を走るトップのジャガー3号車をラップ、同一周回に戻すなど大健闘を見せるが、レース終了わずか15分前にエンジンブロー、リタイヤした。
ヨーストはワークスマシンである7号車の6位が予選最上位で、決勝でも7号車が4位に入賞するにとどまった。
962C最上位は日本からエントリーしたジ・アルファ・レーシング（メンテナンスは東名スポーツ）で、大きなトラブルもなく走りきり3位入賞。ル・マン初出場でいきなり表彰台を獲得、日本のチームで初めて総合成績でル・マンの表彰台に上がることとなった。
この年のル・マンには計18台の962Cが出走。14台が完走し、5台がトップ10入りした。

#### IMSA GTP
IMSA GTPクラスにおいてポルシェ962は1985年から1987年まで3年連続でメーカー、ドライバーのダブルタイトルを獲得するなど圧倒的な強さを誇っていた。しかし、1988年になって日産が8連勝を記録するなど競争力を大幅に向上させ、ポルシェはメーカータイトルこそ獲得するものの962優位の状況は失われた。また、9月にIMSA GTPにおいてワークス的存在であったホルバート・レーシングを率いるアル・ホルバートがヘリコプター事故により死亡。ホルバート・レーシングは1988年限りで活動を停止した。1989年はバスビー・レーシングの962が日産、ジャガーを相手に2勝をあげたものの、バスビーは1990年からマシンをポルシェから日産に変更する決断をした。
1990年にはフルエントリーするポルシェユーザーはダイソン・レーシングのみとなった。ポルシェはダイソンをセミワークスとして支援したが、日産、ジャガーに加えて初勝利を記録したトヨタを含めた3強の前に苦戦が続いた。しかしIMSAはポルシェユーザーの救済を目的に、第10戦シアーズ・ポイントより1991年からの新規定を前倒しで施行した。これによってダイソンの962Cは競争力を取り戻し、第14戦タンパでようやくシーズン初勝利をあげた。

#### インターセリエ
クレマーからエントリーのベルント・シュナイダーが5勝をあげタイトルを獲得した。

#### JSPC

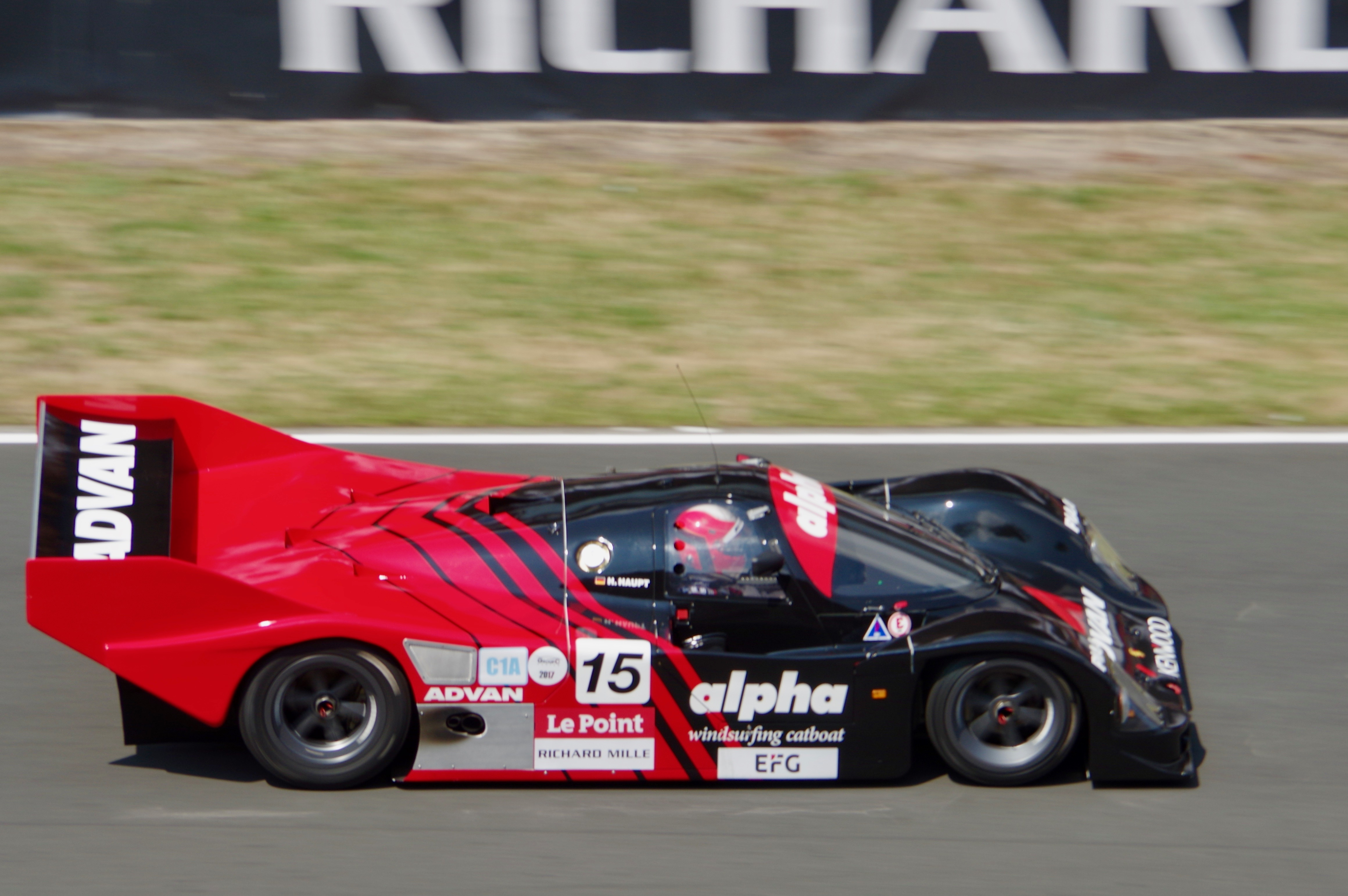
アルファ・ノバのポルシェ962C（1990年 JSPC）

1990年のJSPCにはアルファ・ノバ、シュパン（2台エントリー）、トラスト、フロムA・ノバ、RLR（アルファキュービックとのジョイント）、ジ・アルファに加えて、アルファのチームオーナーの千葉泰常がタイサンインターナショナルを結成し自社運営、自社メンテナンスでJSPCに参戦した。前年同様8台もの962Cがエントリーしたが、力をつけてきた日本メーカーの前に未勝利に終わった。ドライバーランキングでもトラストのジョージ・フーシェの5位が最上位であった。

### 1991年

#### SWC
WSPCは3.5 L NAエンジンを使用する新レギュレーションに移行した。ターボエンジン仕様のマシンにはウェイトハンデが課せられ、962Cも前年より50 kg増の950 kgでシリーズの参加が認められた。ヨーストは主戦場をIMSAに移し、SWCはル・マンを含む数戦の参加にとどまった。既に旧態化していた962Cは新規定車に歯が立たず、開幕戦・鈴鹿、第5戦ニュルブルクリンクのクレマー、第7戦メキシコでのサラミンの3位が最高順位であった。

#### ル・マン24時間

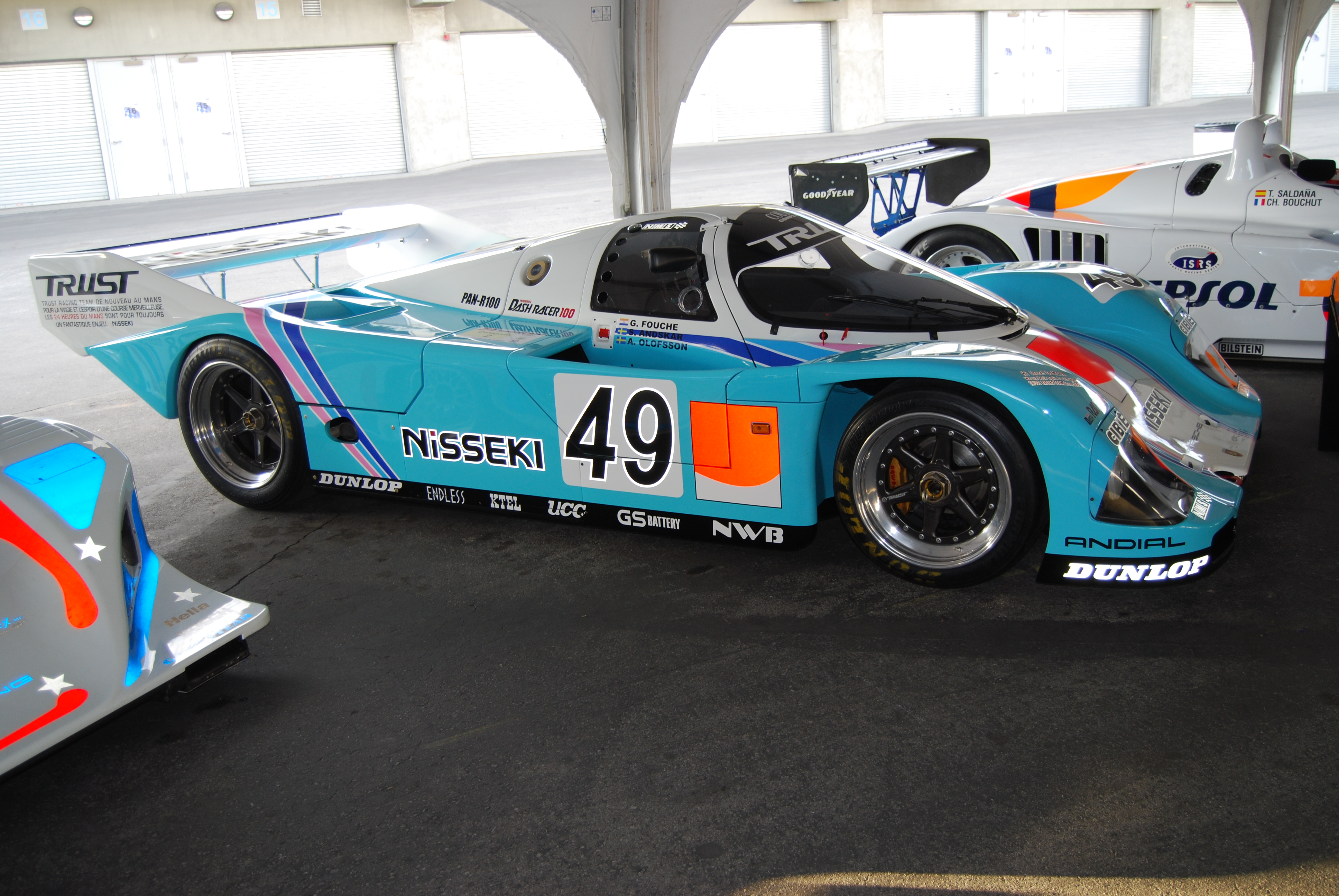
トラスト・レーシングの962C(1991年 ル・マン24時間)

1991年のル・マン24時間レースには12台の962Cが出走。しかしマツダ、メルセデス、ジャガーの優勝争いに加わることもなく、レース序盤にブルンの17号車が上位を走ったのが目立つ程度であった。
結局、この年の962Cは、ヨーストの58号車の7位が最上位で、956/962Cは1982年のルマン参戦開始以来常に獲得してきた表彰台の座をついに逃した。

#### IMSA GTP
1991年にはダイソンに加えヨーストがIMSA GTPに本格参戦を開始した。そのヨーストが開幕戦デイトナ24時間で優勝を記録した。しかし、その後は日産、ジャガー、トヨタに対して劣勢で、またシボレーの支援を受けるイントレピッドも上位に食い込む活躍を見せたため、前年同様1勝をあげるに止まった。

#### インターセリエ
ヨーストからエントリーのシュナイダーが5勝をあげ2年連続でタイトルを獲得。ヨーストはジョン・ウインターも2勝をあげ、シリーズ全勝を成し遂げた。

#### JSPC
競争力の低下した962Cのエントリーは減少し、シーズンを通して参戦したのはトラストの1台のみであった。タイサンもフルエントリーしていたが、第2戦・富士1000 kmでのレースアクシデントの後JSPCから撤退した。第5戦・菅生の雨の予選でトラストがポールポジションを獲得したの目立つ程度であった。

### 1992年

#### ル・マン24時間

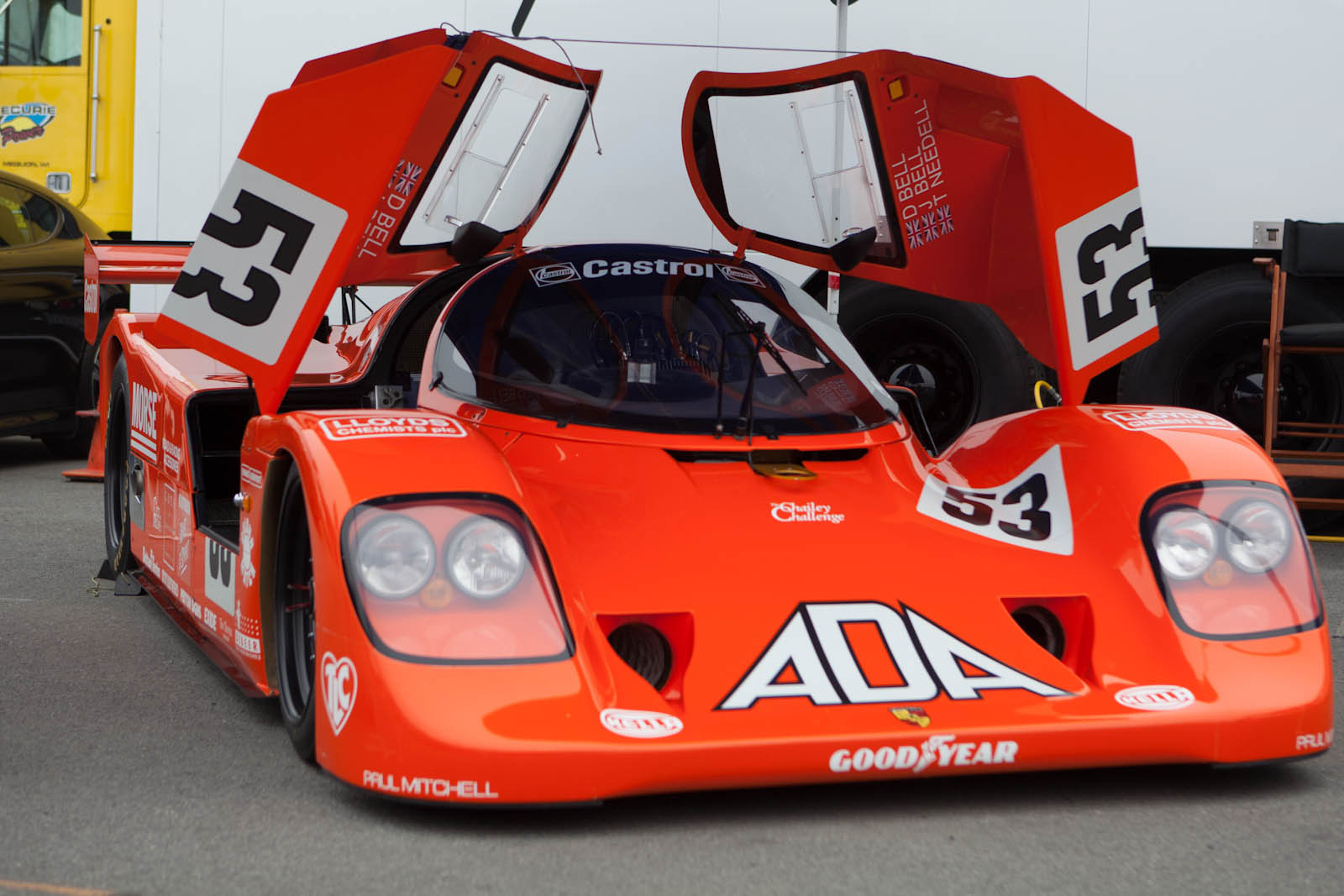
ADAエンジニアリングの962C GTi(1992年 ル・マン24時間)

2台エントリーのクレマーを筆頭に5台の962Cがエントリーした。962勢最上位でゴールしたのはクレマー51号車で、総合7位の成績であった。

#### IMSA GTP
1992年にIMSA GTPにフルエントリーしたのはヨースト1チームだけであった。ヨーストは962Cに特に空力面で積極的にモディファイを行った。しかし、日産、ジャガー、トヨタ、シボレー（イントレピッド）、マツダのワークス勢の層は厚く、開幕戦デイトナ24時間でスポット参戦のシュパンが、第3戦セブリング12時間でヨーストがそれぞれ3位に入ったのがシーズン最高成績で、962/962Cは1984年のIMSA GTP参戦開始以来初の未勝利に終わった。

#### インターセリエ
ヨーストからエントリーのララウリは4勝をあげたが、クレマーが制作した962Cのスパイダー仕様、CK7を駆るマヌエル・ロイターも同じく4勝をあげ、ロイターがタイトルを獲得した。

### 1993年

#### ル・マン24時間
3台エントリーのクレマー、2台エントリーのヨーストなど7台の962Cがエントリーした。燃費規制が撤廃され、エアリストリクターを使用して性能調整が行われた。962C勢最上位はオーベルマイヤーで総合7位、C2クラス3位の成績であった。

#### IMSA GTP

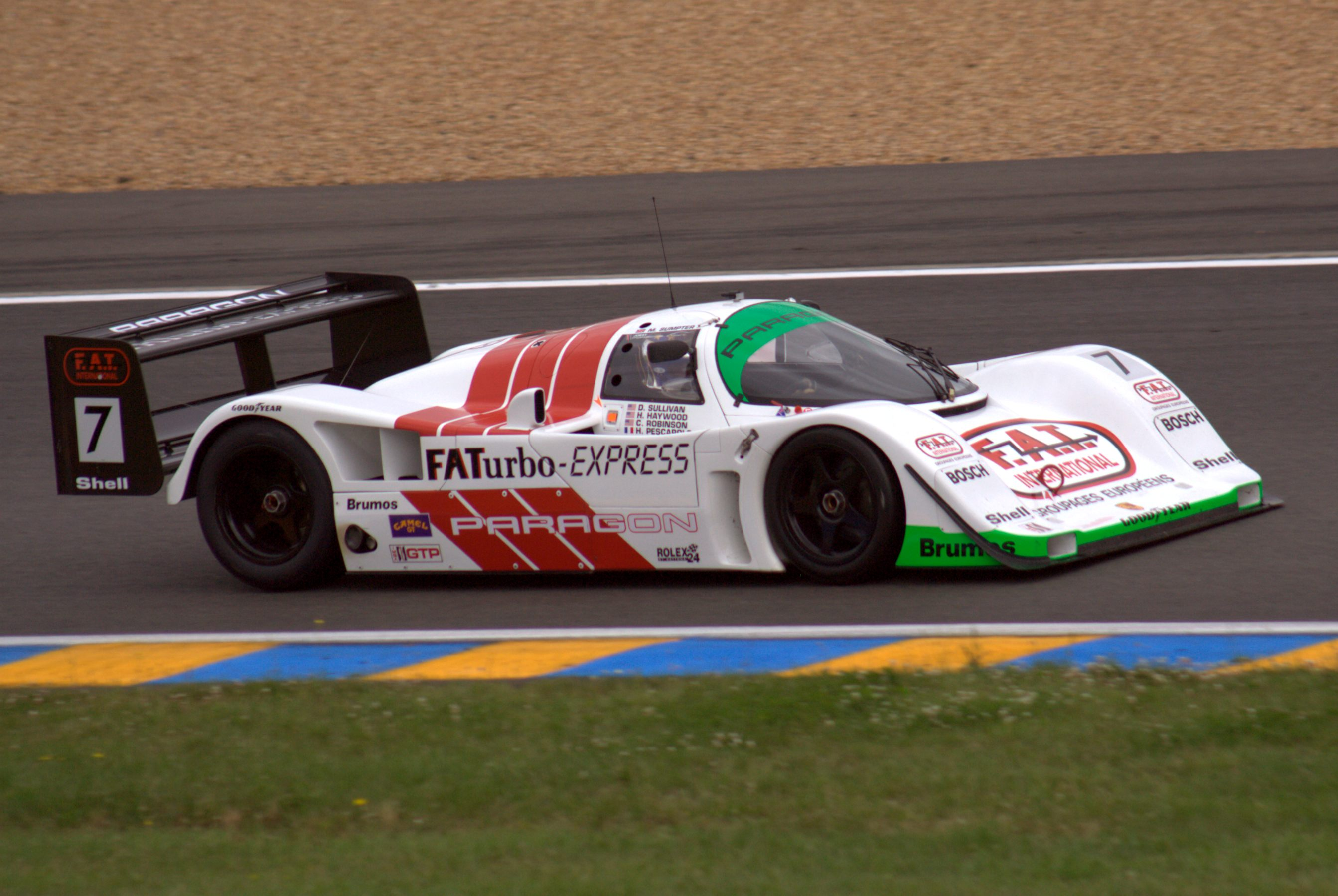
ヨーストレーシングの962C(1993年 IMSA)

1992年に引き続いてポルシェからはヨースト1チームのみがIMSA GTPにフルエントリーした。1993年のIMSA GTPにワークスチームを送り込んだのはトヨタのみであったが、そのトヨタが欠場した第8戦ロードアメリカでヨーストは91年デイトナ以来の優勝を1-2で飾った。

#### インターセリエ
ヨーストからエントリーのロイターは1勝をあげるにとどまり、クレマー・CK7に乗るジョバンニ・ラバッジがタイトルを獲得した。

### 1994年

#### ル・マン24時間

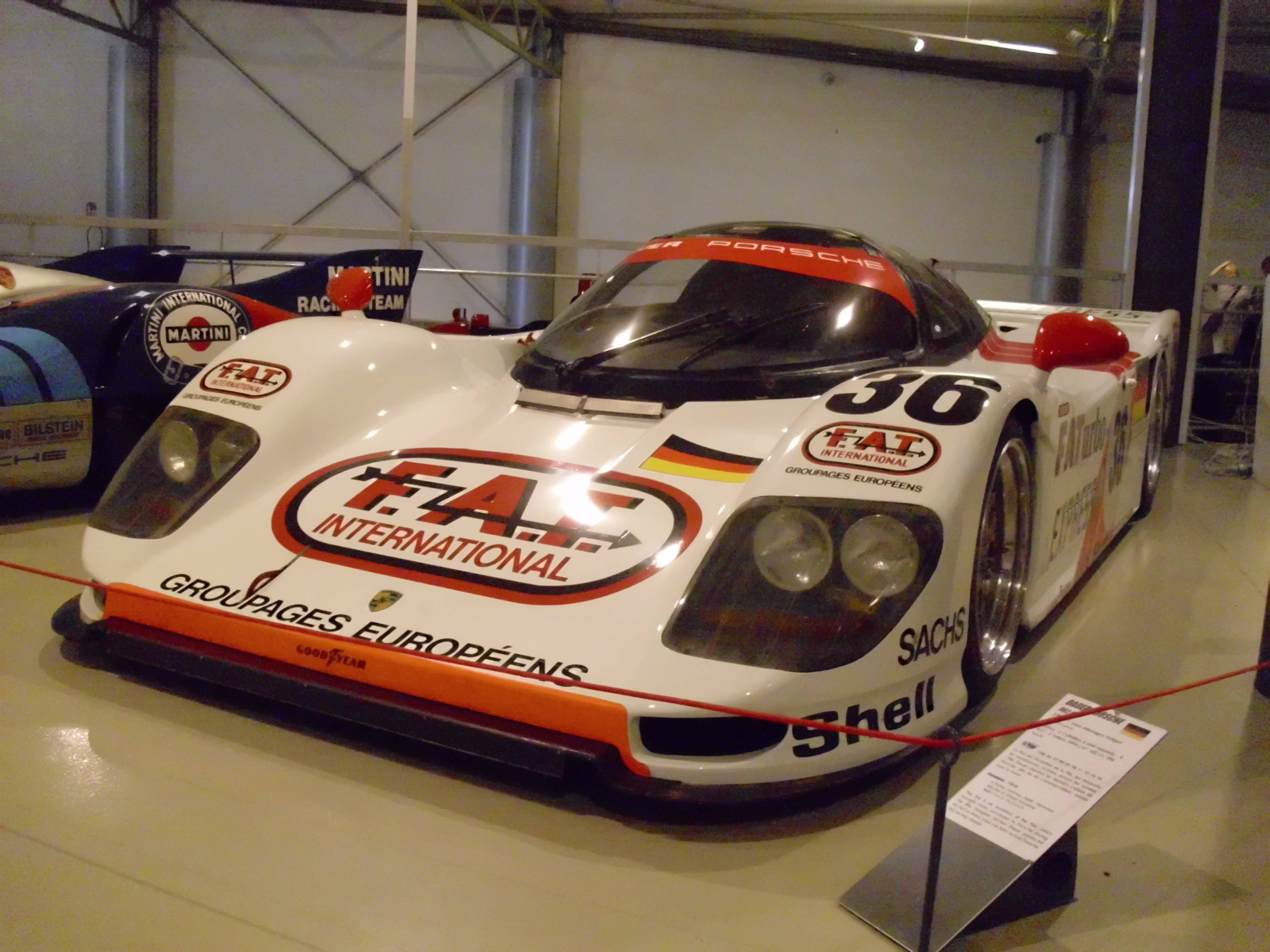
ル・マンポルシェチームのダウアー962LM(1994年 ル・マン24時間)

1994年のル・マン24時間レースにはポルシェ962Cそのものであるダウアー・962LMが非常に有利なGT1クラスで出場した。GT1は市販されていることが条件であるが、台数規定がなかったため1台を公道で走行できるように登録することでホモロゲーションを取得したものである。物議は醸したがレギュレーション違反とはいえず、総合優勝した。

## 全日本GT選手権への参戦
グループC消滅後、全日本GT選手権（JGTC）仕様に仕立て直し、1994年シーズンからチーム・タイサンより出場した。
ドライバーは1992年の全日本F3選手権チャンピオンで1990年のル・マン24時間レースで3位の経験もあるアンソニー・レイドと茂木和男（途中から近藤真彦に交替）であった。当時のJGTCはスタンディングスタートであったが、本来グループCカーはローリングスタートしか想定しておらず1速ギヤが設定されていないため、決勝ではスタート時に出遅れることがよくあった。その他にも規定を満たすべく300 kgのウエイトを積んだり、吸入孔にリストリクターを装着したため、本来のポテンシャルを発揮できなくなっていた。緒戦ではタービンがサージングを起こしてタービンブローし、長時間のピットインを余儀なくされている。しかし、第1戦、第3戦の富士スピードウェイにおいて予選でポールポジションを獲得し、第3戦では優勝している。この勝利がポルシェ・962Cにとって最後のメジャーレースでの優勝となった。
ライバルである国産ワークスチームのタイムがマシンの改良によって速くなる中で、962Cは上記のようにレギュレーションによる規制による制限事項が多く、それ以上のタイムアップが困難であったので、タイサンは962Cでの参戦を初年度の1994年限りで中止し、翌年からはフェラーリ・F40で参戦している。この962Cは最近までチーム・タイサン監督の千葉泰常の自宅に保存されていた。

## 公道仕様車への改造
962の最初の公道仕様車はケーニッヒが製作したC62で、1991年にドイツの道路交通法に合致させた。3.4 Lに排気量を拡大し、モトロニックシステムで出力800 PSであったという。
1992年にDPモータースポーツがDP962を製作した。これはヘッドライトの仕様変更や3.3 Lツインターボエンジン搭載等の改造を受け3台製作された。
その他ヴァーン・シュパンのシュパン・962CR、ダウアー・シュポルトヴァーゲンのダウアー・962LMがある。
日本国内のヒストリックカーイベントでたびたび目にできるM'sバンテックポルシェ962Cは、シュパンが3台だけ作った962CRの前作的なレプリカモデル「962LM」に、ターボをポルシェ・993GT2用KKK製K26ハイブリッドタービンに置換し、エンジン制御もボッシュ製モトロニックMP1.2からMotecM48に変更して燃料噴射、点火時期、過給圧などを任意に変更できるようにしてあり、タイヤも前後同サイズの18inにしてあり、日本のナンバーがついている。